# Liste der Baudenkmäler in Königswinter
Die Liste der Baudenkmäler in Königswinter enthält die denkmalgeschützten Bauwerke auf dem Gebiet der Stadt Königswinter im Rhein-Sieg-Kreis in Nordrhein-Westfalen (Stand: 12. Januar 2023). Diese Baudenkmäler sind in der Denkmalliste der Stadt Königswinter eingetragen; Grundlage für die Aufnahme ist das Denkmalschutzgesetz Nordrhein-Westfalen (DSchG NRW).

| Bild                                                                                        | Bezeichnung | Lage                                                                                            | Beschreibung | Bauzeit | Eingetragen seit   | Denkmal- nummer |
| ------------------------------------------------------------------------------------------- | --- | ----------------------------------------------------------------------------------------------- | --- | --- | ------------------ | --------------- |
| Fachwerkhaus                                                                                | Fachwerkhaus | Oberdollendorf, Alte Winkelgasse 17 Karte                                                       | | Zweite Hälfte 18. Jahrhundert | 27. Dezember 1984  | A 1             |
| weitere Bilder                                                                              | Fachwerkwohngebäude | Königswinter, Altenberger Gasse 14 Karte                                                        | Geburtshaus des Malers Franz Ittenbach | 1660, 19. Jahrhundert (Treppengiebel) | 27. Dezember 1984  | A 2             |
| weitere Bilder                                                                              | Vorburg von Schloss Drachenburg                                                                                                   | Königswinter, Drachenfelsstraße 118 Karte                                                       | | 1883 | 27. Dezember 1984  | A 3             |
| weitere Bilder                                                                              | Amtsgericht, nur Gerichtsgebäude                                                                                                  | Königswinter, Drachenfelsstraße 39 Karte                                                        | Architekt: Franz Bachem | 1880 | 11. Februar 1985   | A 4             |
| weitere Bilder                                                                              | Kriegerdenkmal von 1813 | Königswinter, Drachenfels Karte                                                                 | Nachbildung des Obelisken von Adolf von Vagedes (1814); zur Erinnerung an den Landsturm im Siebengebirge von 1813 in den Befreiungskriegen                                                     | 2. Mai 1914 (Enthüllung) | 11. Februar 1985   | A 5             |
| weitere Bilder                                                                              | Burgruine Drachenfels | Königswinter, Drachenfels Karte                                                                 | | 1138–1149 | 11. Februar 1985   | A 6             |
|                                                                                             | 1. Kreuzganggebäude, 2. Propsteigebäude, Hofabschluss und Tor                                                                     | Oberpleis, Siegburger Straße 5a, 7–9                                                            | | Mitte 12. Jahrhundert (Westflügel des Kreuzgangs), 1645 (Propsteigebäude); 18. Jahrhundert (Ausbau der Propstei, Anlage des Wirtschaftshofs, Wohnhaus, Stallungen und Scheune) | 11. Februar 1985   | A 7             |
| weitere Bilder                                                                              | Forstdienstgehöft Stöckerhof | Ittenbach, Zum Stöckerhof 23a Karte                                                             | Staatliche Revierförsterei des Forstamtes Siegburg (seit 1820); offene dreiflügelige Anlage: Dienstgebäude (1850), erbaut nach preußischem Typengrundriss, 1899 aufgestockt                    | 18. Jahrhundert (Nebengebäude), 1850, 1899 | 25. März 1985      | A 8             |
| weitere Bilder                                                                              | Ehemalige Villa, zeitweilig Polizeigebäude                                                                                        | Königswinter, Hauptstraße 509 Karte                                                             | | Um 1892 | 25. März 1985      | A 9             |
| weitere Bilder                                                                              | Haupthaus und Park des Versuchsgutes Frankenforst                                                                                 | Stieldorf-Vinxel, Frankenforster Weg Karte                                                      | Erstmals 1475 erwähnt, 1733 Verkauf an Abtei Heisterbach, seit 1930 Tierversuchsanstalt der Universität Bonn; Kernbau des Herrenhauses eine spätklassizistische Villa von 1872, 1906 überformt | 1872, 1906 | 25. April 1985     | A 10            |
| weitere Bilder                                                                              | Fachwerkwohngebäude | Königswinter, Bungertstraße 21 Karte                                                            | | 1718 | 20. Mai 1985       | A 11            |
| weitere Bilder                                                                              | Fachwerkwohnhaus | Königswinter, Drachenfelsstraße 2 Karte                                                         | | 18. Jahrhundert, Mitte 19. Jahrhundert | 20. Mai 1985       | A 12            |
| Wohngebäude mit klassizistischer Giebelausbildung                                           | Wohngebäude mit klassizistischer Giebelausbildung                                                                                 | Königswinter, Grabenstraße 29 Karte                                                             | | 1880er Jahre | 20. Mai 1985       | A 13            |
| weitere Bilder                                                                              | Fachwerkgebäude „Im Tubak“ | Königswinter, Hauptstraße 390 Karte                                                             | ursprünglich Posthalterei von Königswinter in einem ehemaligen Winzerhof, später Gaststätte („Russischer Hof“); rückwärtig Saalanbau der 1920er-Jahre                                          | 1693 | 28. Mai 1985       | A 14            |
| Wohn- und Geschäftsgebäude                                                                  | Wohn- und Geschäftsgebäude | Königswinter, Hauptstraße 394 Karte                                                             | | 18. Jahrhundert, 19. Jahrhundert | 28. Mai 1985       | A 15            |
| Fachwerkgebäude                                                                             | Fachwerkgebäude | Königswinter, Hauptstraße 419 Karte                                                             | | 1678 und später | 31. Mai 1985       | A 16            |
| weitere Bilder                                                                              | Wohnhaus mit Werksteinfassade (Haus Rebstock)                                                                                     | Königswinter, Hauptstraße 449 Karte                                                             | ehemaliger Winzerhof; Fassade in Latit von der Wolkenburg | 1757, 1780, um 1840 | 31. Mai 1985       | A 17            |
| weitere Bilder                                                                              | Ehemaliges Hotel „Kölner Hof“ | Königswinter, Rheinallee 5 Karte                                                                | | 1835, 1912–1913 | 31. Mai 1985       | A 18            |
| weitere Bilder                                                                              | Ehemaliges Hotel „Immenhof“ | Königswinter, Rheinallee 6 Karte                                                                | Architekt: Carl Bachem | 1850–1851, 1920er Jahre | 31. Mai 1985       | A 19            |
| weitere Bilder                                                                              | Ehemaliges Rheinhotel Düsseldorfer Hof, vormalig „Heisterbacher Hof“                                                              | Königswinter, Rheinallee 14 Karte                                                               | | 1764–1767, 1892–1898 | 4. Juni 1985       | A 20            |
| weitere Bilder                                                                              | Hotelkomplex Petersberg | Königswinter, Petersberg Karte                                                                  | Denkmalgeschützt: Silhouette des Hotels, Parkanlage; Architekt: Heinrich Müller-Erkelenz (1912–1914)                                                                                           | 1888–1891; 1912–1914 (Umbau/Erweiterung); 1985–1990 (Neubau) | 13. Juni 1985      | A 21            |
| weitere Bilder                                                                              | Ehemalige Benediktiner-Propstei                                                                                                   | Oberpleis, Siegburger Straße / Herresbacher Straße Karte                                        | | Mitte 12. Jahrhundert (Westflügel des Kreuzgangs), 1645 (Propsteigebäude); 18. Jahrhundert (Ausbau der Propstei, Anlage des Wirtschaftshofs, Wohnhaus, Stallungen und Scheune) | 14. Juni 1985      | A 22            |
| weitere Bilder                                                                              | Fachwerkwohngebäude | Niederdollendorf, Rheinstraße 7 Karte                                                           | | 17. bzw. 18. Jahrhundert | 14. Juni 1985      | A 23            |
| weitere Bilder                                                                              | Fachwerkwohngebäude | Niederdollendorf, Rheinstraße 16 Karte                                                          | | Mitte 18. Jahrhundert | 14. Juni 1985      | A 24            |
| Fachwerkgebäude                                                                             | Fachwerkgebäude | Niederdollendorf, Hauptstraße 108 Karte                                                         | ehemaliger Winzerhof | 1766 | 1. August 1985     | A 25            |
| weitere Bilder                                                                              | Fachwerkwohnhaus | Oberdollendorf, Bachstraße 151 Karte                                                            | | Ende 18. Jahrhundert | 6. September 1985  | A 26            |
| weitere Bilder                                                                              | Landschaftspark unterhalb der Drachenburg                                                                                         | Königswinter, Drachenburg Karte                                                                 | | 1879 | 5. August 1985     | A 27            |
| weitere Bilder                                                                              | Fachwerkwohnhaus mit Nebengebäude                                                                                                 | Oberdollendorf, Bergstraße 18 Karte                                                             | | 1664 | 14. August 1985    | A 28            |
| weitere Bilder                                                                              | Turmhof | Oberdollendorf, Turmstraße 4 Karte                                                              | | 1582, 1649 | 29. August 1985    | A 29            |
| weitere Bilder                                                                              | Fachwerkhaus | Oberdollendorf, Alte Winkelgasse 8 Karte                                                        | | 1673; 18. Jahrhundert | 29. August 1985    | A 30            |
| weitere Bilder                                                                              | Myriameterstein | Niederdollendorf, Rheinufer Strom-km 647,47                                                     | Sandsteinquader auf neuerem Betonsockel | 1867 | 4. September 1985  | A 31            |
| weitere Bilder                                                                              | Fachwerkhofanlage | Eudenbach-Rostingen, Holzweg 12 Karte                                                           | | Ende 18. Jahrhundert | 18. September 1985 | A 32            |
| weitere Bilder                                                                              | Fachwerkwohngebäude | Oberdollendorf, Alte Winkelgasse 3 Karte                                                        | | Anfang 19. Jahrhundert | 18. September 1985 | A 33            |
| weitere Bilder                                                                              | Ehemalige Zisterzienser-Abtei Kloster Heisterbach                                                                                 | Oberdollendorf-Heisterbach, Heisterbacher Straße Karte                                          | | 1202–1237, 18. Jahrhundert und später | 14. Oktober 1985   | A 34            |
| weitere Bilder                                                                              | Haus Niederbach | Oberpleis, Niederbach 18 Karte                                                                  | Herrenhaus mit ehemaligen Wassergräben und Zone der ehemaligen Wirtschaftsgebäude | 1742 | 14. Oktober 1985   | A 35            |
| weitere Bilder                                                                              | Evangelische Kirche | Oberpleis, Ittenbacher Straße 35 Karte                                                          | Architekt: Otto Bartning | 1949 | 14. Oktober 1985   | A 36            |
| weitere Bilder                                                                              | Wegekreuz | Oberpleis, Ittenbacher Straße / Dollendorfer Straße Karte                                       | Votivkreuz aus Trachyt | 1750 | 14. Oktober 1985   | A 37            |
| weitere Bilder                                                                              | Haus Neuglück | Oberpleis-Bennerscheid, Neuglückstraße 37 Karte                                                 | | Erste Hälfte 19. Jahrhundert, nach 1870 und später | 14. Oktober 1985   | A 38            |
| weitere Bilder                                                                              | Fachwerkhofanlage | Thomasberg-Bellinghauserhohn, Auelweg 21 Karte                                                  | | Um 1840 | 15. Oktober 1985   | A 39            |
| Marienkapelle                                                                               | Marienkapelle | Heisterbacherrott-Thomasberg, Steinringer Straße / Im Harperoth Karte                           | Kapelle aus Bruchsteinquadern, auf dem First Grabkreuz (in den 1980er-Jahren aufgesetzt) | 1859 | 15. Oktober 1985   | A 40            |
| weitere Bilder                                                                              | Fachwerkkapelle | Oberpleis-Wahlfeld, Lützer Weg Karte                                                            | | 1885 | 18. Oktober 1985   | A 41            |
| Ehemaliges „Gut Elsfeld“                                                                    | Ehemaliges „Gut Elsfeld“ | Oberpleis-Elsfeld, Elsfeld 1 Karte                                                              | | Mitte 19. Jahrhundert | 23. Oktober 1985   | A 42            |
| weitere Bilder                                                                              | Wegekreuz | Oberpleis-Berghausen, Goldbergweg/Berghausener Straße Karte                                     | Eichenhölzernes Missionskreuz | 1734 | 15. Oktober 1985   | A 43            |
| weitere Bilder                                                                              | Fachwerkhaus | Stieldorf, Alte Poststraße 15 Karte                                                             | | 1736, 1763 (Umbau) | 22. Oktober 1985   | A 44            |
| weitere Bilder                                                                              | Wegekreuz | Römlinghoven, Einmündungsbereich eines Waldweges in die Flurgasse am Malteserhof Karte          | sog. „Rehfußkreuz“; Votivkreuz aus Trachyt, seit 1969 von moderner Betonmauer umfasst | 1803 | 22. Oktober 1985   | A 45            |
| weitere Bilder                                                                              | Jugendstilfassade am Wohngebäude                                                                                                  | Oberdollendorf, Heisterbacher Straße 130 Karte                                                  | | 1907/08 | 22. Oktober 1985   | A 46            |
| weitere Bilder                                                                              | Sogenanntes „Longenburger Kreuz“                                                                                                  | Niederdollendorf, Friedenstraße Karte                                                           | hohes Kreuz aus Trachyt, Reliefkartusche mit Allianzwappen der damaligen Besitzer der Longenburg; bis 1983 an der Bergstraße gegenüber der ehemaligen Longenburg                               | Um 1767 | 29. November 1985  | A 47            |
| Ehemaliges Hotel „Hof von Holland“                                                          | Ehemaliges Hotel „Hof von Holland“                                                                                                | Königswinter, Hauptstraße 435 Karte                                                             | | 1695, 1901 | 22. Oktober 1985   | A 48            |
| weitere Bilder                                                                              | Ehemalige Villa Braubach | Königswinter, Friedrichsallee 15 Karte                                                          | Architekten: Stein und Happ | Um 1905/1906 | 13. Januar 1986    | A 49            |
| weitere Bilder                                                                              | Evangelische Christuskirche | Königswinter, Grabenstraße 10 Karte                                                             | Architekt: Christian Heyden | 1863/1864 | 13. Januar 1986    | A 50            |
| weitere Bilder                                                                              | Schloss Drachenburg | Königswinter, Drachenfelsstraße 118 Karte                                                       | Architekten: Bernhard Tüshaus, Leo von Abbema, Wilhelm Hoffmann | 1882–1884 | 13. Januar 1986    | A 51            |
| weitere Bilder                                                                              | Mausoleum am ehemaligen „Haus Heisterberg“                                                                                        | Niederdollendorf, Jugendhof Rheinland Karte                                                     | | Nach 1870 | 13. Januar 1986    | A 52            |
| weitere Bilder                                                                              | Haus Bachem | Königswinter, Drachenfelsstraße 4 Karte                                                         | Architekt: Theodor Bachem | 1825 | 22. September 1986 | A 53            |
| weitere Bilder                                                                              | Ehemalige Alte Schule | Oberdollendorf, Rennenbergstraße 3 Karte                                                        | | 1847 | 16. Oktober 1986   | A 54            |
| Zweigeschossiges Wohnhaus                                                                   | Zweigeschossiges Wohnhaus | Oberdollendorf, Heisterbacher Straße 56 Karte                                                   | | 1893 | 25. Februar 1987   | A 55            |
| Fachwerkwohnhaus                                                                            | Fachwerkwohnhaus | Stieldorf-Niederscheuren, Niederscheuren 18a Karte                                              | erhaltenes Wohnhaus einer ehemaligen Hofanlage in Rähmbauweise; erneuerte Fenster, betonverschalter Sockel                                                                                     | Um 1800 | 23. März 1987      | A 56            |
| weitere Bilder                                                                              | „Haus Felseck“ | Königswinter, Am Domstein 9 Karte                                                               | | 1899 | 23. März 1987      | A 57            |
| Sichtfachwerkgebäude mit Klinkerausfachung                                                  | Sichtfachwerkgebäude mit Klinkerausfachung                                                                                        | Königswinter, Grabenstraße 57 Karte                                                             | | 1880er Jahre | 23. März 1987      | A 58            |
| weitere Bilder                                                                              | Fachwerkwohngebäude | Oberdollendorf, Heisterbacher Straße 113 Karte                                                  | | Zweite Hälfte 18. Jahrhundert | 23. März 1987      | A 59            |
| weitere Bilder                                                                              | Fachwerkhofanlage | Römlinghoven, Malteserstraße 65 Karte                                                           | | 17. Jahrhundert, 1739, 19. Jahrhundert | 23. März 1987      | A 60            |
| weitere Bilder                                                                              | „Malteserhof“ | Römlinghoven, Malteserstraße 52 Karte                                                           | | Mitte 19. Jahrhundert und später | 23. März 1987      | A 61            |
| weitere Bilder                                                                              | Fronhof „Haus Schlesien“ | Heisterbacherrott, Dollendorfer Straße 412 Karte                                                | | 1822, 1922 und später | 6. April 1987      | A 62            |
| weitere Bilder                                                                              | „Nibelungenhalle“ | Königswinter, Drachenfelsstraße 107 Karte                                                       | Architekten: Hans Meier, Werner Behrendt | 1913 | 10. Juni 1987      | A 63            |
| weitere Bilder                                                                              | Ehemalige alte Vikarie | Stieldorf, Am Forstkreuz 27 Karte                                                               | | 1725 | 10. Juni 1987      | A 64            |
| weitere Bilder                                                                              | Ehemalige Hofanlage, zweigeschossiges Eckhaus                                                                                     | Niederdollendorf, Hauptstraße 112 Karte                                                         | ehemaliger Winzerhof; an der Hauswand Wegekreuz aus Trachyt von 1750 | 1749 | 9. Juli 1987       | A 65            |
| weitere Bilder                                                                              | Ehemaliger Winzerhof | Oberdollendorf, Heisterbacher Straße 128 Karte                                                  | | Mitte 17. Jahrhundert, 1775 | 15. Juli 1988      | A 66            |
| weitere Bilder                                                                              | Ehemaliges Hotel „Westfalenhof“                                                                                                   | Königswinter, Drachenfelsstraße 30 Karte                                                        | | 1897 | 26. Juli 1988      | A 67            |
| weitere Bilder                                                                              | Zweigeschossiger Fachwerkbau | Königswinter, Altenberger Gasse 2 Karte                                                         | | 1762 | 1. August 1988     | A 68            |
| Giebelständiger Fachwerkbau                                                                 | Giebelständiger Fachwerkbau | Königswinter, Hauptstraße 344 / Karolinenstraße Karte                                           | | Ende 18. Jahrhundert, zweite Hälfte 19. Jahrhundert | 1. August 1988     | A 69            |
| weitere Bilder                                                                              | Zweigeschossiger Putzbau mit klassizistischer Fassade                                                                             | Königswinter, Hauptstraße 378/380 Karte                                                         | | 1717, 1730 | 26. Juli 1988      | A 70            |
| weitere Bilder                                                                              | Zweigeschossiger Fachwerkbau mit rückwärtigem Winkelanbau „Hotel Wenzel“                                                          | Königswinter, Hauptstraße 457 Karte                                                             | | 18./19. Jahrhundert, 1920er Jahre | 1. August 1988     | A 72            |
| weitere Bilder                                                                              | Adam-Stegerwald-Haus, ehemalige „Villa Bartels“                                                                                   | Königswinter, Hauptstraße 487 Karte                                                             | Architekten: Ottomar Stein (1901), H. J. Schröder (1927/28) | 1901 und später, 1927/28 | 26. Juli 1988      | A 73            |
| weitere Bilder                                                                              | Zweigeschossige Villa auf hohem Souterrain                                                                                        | Königswinter, Rheinallee 18 Karte                                                               | | 1886 | 1. August 1988     | A 74            |
| Zweigeschossige Rheinvilla                                                                  | Zweigeschossige Rheinvilla | Königswinter, Rheinallee 18a Karte                                                              | | Um 1900 | 1. August 1988     | A 75            |
| weitere Bilder                                                                              | Friedhof und Friedhofskapelle | Königswinter, Am Palastweiher Karte                                                             | | 1810 ff.; Anfang 20. Jahrhundert (Friedhofskapelle) | 1. August 1988     | A 76            |
| weitere Bilder                                                                              | Kath. Kirche St. Remigius | Königswinter, Hauptstraße 410 Karte                                                             | Architekt: Johann Georg Leydel | 1779/80 | 26. Juli 1988      | A 77            |
| weitere Bilder                                                                              | Kapelle Mariä Heimsuchung | Stieldorf-Vinxel, Holtorfer-/ Vinxeler Straße Karte                                             | verputzter Bruchsteinbau mit dreiseitiger Apsis | 1758, 1945 | 1. August 1988     | A 78            |
| weitere Bilder                                                                              | Wegekreuz | Stieldorf-Vinxel, vor der Kapelle Mariä Heimsuchung Karte                                       | Gusseisernes Gedenkkreuz | | 1. August 1988     | A 79            |
| weitere Bilder                                                                              | Romanische Kapelle „St. Nikolaus“                                                                                                 | Heisterbacherrott, Dollendorfer Straße Karte                                                    | | Zweite Hälfte 12. Jahrhundert, 1676 | 1. August 1988     | A 80            |
| In Fachwerkschuppen eingemauerter Backofen                                                  | In Fachwerkschuppen eingemauerter Backofen                                                                                        | Heisterbacherrott-Thomasberg, Steinringer Straße 13 / Im Harperoth Karte                        | aus Tuffsteinen von den Ofenkaulen | Ende 19. Jahrhundert | 1. August 1988     | A 81            |
| weitere Bilder                                                                              | Fachwerkhofanlage | Eudenbach-Gratzfeld, Schwirzpohler Straße 26 Karte                                              | | 1838 | 26. Juli 1988      | A 82            |
| weitere Bilder                                                                              | Fachwerkwohngebäude | Oberpleis-Nonnenberg, Nonnenberger Straße 118 Karte                                             | | Um 1800 | 1. August 1988     | A 83            |
| weitere Bilder                                                                              | Zweigeschossiger Bruchsteinbau, ehemaliges altes Pfarrhaus                                                                        | Ittenbach, Kirchstraße 32 Karte                                                                 | | 1880 | 26. Juli 1988      | A 84            |
| weitere Bilder                                                                              | Katholische Pfarrkirche St. Margareta                                                                                             | Stieldorf, An der Passionshalle Karte                                                           | Architekt: E. F. Zwirner (1850) | Ende 12. Jahrhundert, 1850 | 26. Juli 1988      | A 85            |
| weitere Bilder                                                                              | Fachwerkhofanlage (Hof Ahlefeld)                                                                                                  | Eudenbach-Gratzfeld, Gratzfelder Straße 25 Karte                                                | | 1668 und später | 17. März 1989      | A 86            |
| weitere Bilder                                                                              | Katholische Pfarrkirche St. Judas Thaddäus                                                                                        | Heisterbacherrott, Dollendorfer Straße 395 Karte                                                | Entwurf: Franz Schmitz, Ausführung: Theodor Roß, Kante (1891) | 1891, 1965 (Erweiterung) | 9. Juni 1989       | A 87            |
| weitere Bilder                                                                              | Katholische Pfarrkirche St. Pankratius                                                                                            | Oberpleis, Siegburger Straße Karte                                                              | | 1110–1160 (Kirche mit Krypta und Westturm); um 1220 Chor und Querschiff neu ausgebaut und Einwölbung des Langhauses, 15. Jahrhundert Neugestaltung des Nordschiffes; seit 1805 Pfarrkirche anstelle der um 1820 niedergelegten alten Pfarrkirche; 1891–1894 Instandsetzung durch H. Wiethase; 1948–1952 Beseitigung der Kriegsschäden durch K. Brand | 20. September 1989 | A 88            |
| weitere Bilder                                                                              | Nasse-Denkmal | Ittenbach-Margarethenhöhe, In der Gierscheids Wiese Karte                                       | | 1901 | 20. September 1989 | A 89            |
| weitere Bilder                                                                              | Gut Wintermühlenhof | Königswinter, Ferdinand-Mülhens-Straße Karte                                                    | Architekten: Gerhard Franz Langenberg (1886/87), Ottomar Stein (1905–11) | Nach 1402 | 21. September 1989 | A 90            |
| weitere Bilder                                                                              | Zweiflügelige kleine Hofanlage „Pottscheid“                                                                                       | Königswinter, Pottscheid Karte                                                                  | | Ende 19. Jahrhundert; 1923 | 21. September 1989 | A 91            |
| weitere Bilder                                                                              | „Tomberger Hof“ | Königswinter, Tomberger Straße 4 Karte                                                          | | Mittelalterlich; 18. Jahrhundert | 3. Oktober 1989    | A 92            |
| weitere Bilder                                                                              | Grotte | Römlinghoven, Malteserstraße Karte                                                              | | 1884 | 25. September 1989 | A 93            |
| weitere Bilder                                                                              | Zweigeschossiger Fachwerkständerbau                                                                                               | Oberdollendorf, Bachstraße 100 Karte                                                            | | 19. Jahrhundert | 25. September 1989 | A 94            |
| weitere Bilder                                                                              | Zweigeschossiger Fachwerkwinkelbau                                                                                                | Niederdollendorf, Godesberger Straße 2 Karte                                                    | | 1605 und später | 22. September 1989 | A 95            |
| weitere Bilder                                                                              | Ehemaliges Pfarrhaus | Niederdollendorf, Hauptstraße 89–91 / Königstraße Karte                                         | | 18. Jahrhundert | 26. September 1989 | A 96            |
| weitere Bilder                                                                              | Wegekreuz | Niederdollendorf, Hauptstraße 91 Karte                                                          | Votivkreuz aus Trachyt | 1876 | 26. September 1989 | A 97            |
| weitere Bilder                                                                              | Katholische Pfarrkirche St. Michael                                                                                               | Niederdollendorf, Hauptstraße 103 Karte                                                         | Architekt: Theodor Roß (1911) | Spätromanisch (Chorturm); 1911 (Kirchenschiff) | 27. September 1989 | A 98            |
| Zweigeschossiger Fachwerkwinkelhof                                                          | Zweigeschossiger Fachwerkwinkelhof                                                                                                | Niederdollendorf, Hauptstraße 106 Karte                                                         | Rest der historischen Fachwerkbebauung im Ortskern | 1645 | 27. September 1989 | A 99            |
| weitere Bilder                                                                              | Zweigeschossiger Fachwerkstockwerksbau, Gasthaus zur Krone                                                                        | Niederdollendorf, Hauptstraße 110 Karte                                                         | | 1667 | 27. September 1989 | A 100           |
| weitere Bilder                                                                              | Zweigeschossiger und fünfachsiger Gaststätten- und Saalbau („Dollendorfer Hof“)                                                   | Niederdollendorf, Hauptstraße 113/115 Karte                                                     | in den 1920er-Jahren Schaffung einer einheitlichen Putzfassade von Saalbau und Wohngebäude | Mitte 19. Jahrhundert, Anfang 20. Jahrhundert (Saalbau) | 13. November 1989  | A 101           |
| weitere Bilder                                                                              | Wegekreuz | Niederdollendorf, Longenburger Straße / Hauptstraße Karte                                       | Trachytkreuz, in Nische der Hauswand des Gebäudes Hauptstraße 127 eingelassen | 1734 | 13. November 1989  | A 102           |
| weitere Bilder                                                                              | Bredershof | Niederdollendorf, Hauptstraße 128 Karte                                                         | | 17. Jahrhundert und später | 3. Oktober 1989    | A 103           |
| weitere Bilder                                                                              | Ehemalige Villa Peterstal | Niederdollendorf, Hauptstraße 149/151 Karte                                                     | | 1880 | 4. Oktober 1989    | A 104           |
| weitere Bilder                                                                              | Wegekreuz | Niederdollendorf, Hauptstraße 156 Karte                                                         | Steinkreuz | 18. Jahrhundert | 5. Oktober 1989    | A 105           |
| weitere Bilder                                                                              | Zweigeschossige, langgestreckte Landvilla                                                                                         | Niederdollendorf, Hauptstraße 164 Karte                                                         | | Zweite Hälfte 19. Jahrhundert | 5. Oktober 1989    | A 106           |
| weitere Bilder                                                                              | Zweigeschossige spätklassizistische Villa                                                                                         | Niederdollendorf, Hauptstraße 188–190 Karte                                                     | | Zweite Hälfte 19. Jahrhundert und Anfang 20. Jahrhundert | 5. Oktober 1989    | A 107           |
| Gedenkkreuz aus Trachyt                                                                     | Gedenkkreuz aus Trachyt | Niederdollendorf, Petersbergstraße (vor dem katholischen Kindergarten) Karte                    | | 1826 | 5. Oktober 1989    | A 108           |
| weitere Bilder                                                                              | Wegekreuz | Niederdollendorf, Petersbergstraße Karte                                                        | Kreuz aus Trachyt | 1676 | 5. Oktober 1989    | A 109           |
| weitere Bilder                                                                              | Ehemaliger Jugendhof Rheinland | Niederdollendorf, Jugendhof Rheinland Karte                                                     | Architekten: Edwin Oppler, Ferdinand Schorbach (1871/72) | 1871/72 (Haus Heisterberg); 18. Jahrhundert (Denkmal); 1825 (Wegekreuz); nach 1870 (Rosengarten); An- und Umbauten in den 1920er Jahren; Anfang 20. Jahrhundert (Gartenpavillon); 1957 Reste des Herrenhauses abgerissen; ab 1958 Jugendhof Rheinland (bis 2004)                                                                                     | 4. Oktober 1989    | A 110           |
| weitere Bilder                                                                              | Ehemaliger Jugendhof Rheinland: Aussichtsturm                                                                                     | Niederdollendorf, Jugendhof Rheinland Karte                                                     | Rundturm aus Basalt | 1871 | 4. Oktober 1989    | A 110           |
| weitere Bilder                                                                              | Zweigeschossiger Fachwerkständerbau                                                                                               | Niederdollendorf, Rheinstraße 5 Karte                                                           | | 18. Jahrhundert | 16. Oktober 1989   | A 111           |
| weitere Bilder                                                                              | Zweigeschossiger Fachwerkstockwerksbau, frühes 18. Jahrhundert                                                                    | Niederdollendorf, Rheinstraße 6 Karte                                                           | | 18. Jahrhundert | 16. Oktober 1989   | A 112           |
| weitere Bilder                                                                              | Kriegerdenkmal und Wegekreuz | Ittenbach-Hüscheid, Hüscheider Weg Karte                                                        | Votivkreuz aus Trachyt und zwei Steinblöcke mit den Namen der Gefallenen | 1886, 20. Jahrhundert | 10. Oktober 1989   | A 115           |
| weitere Bilder                                                                              | Zweiter Schulbau von Ittenbach | Ittenbach, Kirchstraße 9 Karte                                                                  | Bruchsteinbau aus Trachytquadern | 1885 | 10. Oktober 1989   | A 116           |
| weitere Bilder                                                                              | St. Lukas Pilgerheim | Ittenbach, Kirchstraße 13 Karte                                                                 | Bruchsteinbau aus Trachytquadern; 1950 zum Pilgerheim umgebaut | Mitte 19. Jahrhundert, Anfang 20. Jahrhundert | 10. Oktober 1989   | A 117           |
| weitere Bilder                                                                              | Katholische Pfarrkirche „Zur Schmerzhaften Mutter“                                                                                | Ittenbach, Kirchstraße 19 Karte                                                                 | | 1833–1839, 1894, 1969/70 erweitert | 13. Oktober 1989   | A 118           |
| weitere Bilder                                                                              | Wegekreuz | Ittenbach, Königswinterer Straße 348 Karte                                                      | Votivkreuz aus Trachyt | 1745 | 30. Januar 1990    | A 119           |
| weitere Bilder                                                                              | Ehemalige Fachwerkhofanlage | Ittenbach, Königswinterer Straße 356 Karte                                                      | | 1820 | 13. Oktober 1989   | A 120           |
| weitere Bilder                                                                              | Hotel „Villa Käthe“ | Ittenbach, Königswinterer Straße 371 Karte                                                      | Fachwerkbau auf Trachytsockelgeschoss mit Terrassenanbau | Um 1905 | 13. Oktober 1989   | A 121           |
| weitere Bilder                                                                              | Margarethenhof | Ittenbach-Margarethenhöhe, Königswinterer Straße 407 / Löwenburger Straße Karte                 | Architekt: Franz Bachem | 1894, 1928 | 16. Oktober 1989   | A 122           |
| weitere Bilder                                                                              | Ehemalige Hofanlage mit langgestrecktem Wohnstallhaus                                                                             | Ittenbach, Lahrring 31 Karte                                                                    | | Zweite Hälfte 18. Jahrhundert, 19. Jahrhundert, 1933 | 26. Oktober 1989   | A 123           |
| weitere Bilder                                                                              | Wegekreuz | Ittenbach-Margarethenhöhe, Lahrring                                                             | Grabkreuz aus Trachyt | 1826 | 26. Oktober 1989   | A 124           |
| weitere Bilder                                                                              | Zweigeschossiger Backsteinbau | Ittenbach-Margarethenhöhe, Lahrring 11 Karte                                                    | | 1880 | 26. Oktober 1989   | A 125           |
| weitere Bilder                                                                              | Revierförsterei V.V.F. – Forsthaus Lohrberg                                                                                       | Ittenbach-Margarethenhöhe, Löwenburger Straße 2 Karte                                           | | 1907 | 26. Oktober 1989   | A 126           |
| „Aacherhof“, ehemalige Hofanlage mit einem zweigeschossigen Wohnhaus aus Drachenfelstrachyt | „Aacherhof“, ehemalige Hofanlage mit einem zweigeschossigen Wohnhaus aus Drachenfelstrachyt                                       | Ittenbach, Zum Stöckerhof 19 Karte                                                              | | Mitte 19. Jahrhundert, um 1900 | 13. November 1989  | A 127a          |
| BW                                                                                          | „Aacherhof“, ehemalige Hofanlage mit einem zweigeschossigen Wohnhaus aus Drachenfelstrachyt                                       | Ittenbach, Zum Stöckerhof 19 Karte                                                              | | Mitte 19. Jahrhundert, um 1900 | 13. November 1989  | A 127b          |
|                                                                                             | Ehemalige Hofanlage mit einem zweigeschossigen Wohnhaus aus Drachenfelstrachyt                                                    | Ittenbach, Zum Stöckerhof 20                                                                    | | 1900 | 13. November 1989  | A 127c          |
| weitere Bilder                                                                              | Wallfahrtskapelle auf dem Petersberg und sogenannter „Petersberger Bittweg“ mit Stationen 6–12                                    | Königswinter, Petersberg Karte                                                                  | | 1763–1764 | 12. März 1990      | A 128           |
| Zweigeschossiger Fachwerkbau                                                                | Zweigeschossiger Fachwerkbau | Königswinter, Altenberger Gasse 1 Karte                                                         | | Mitte 18. Jahrhundert | 26. Februar 1991   | A 129           |
| weitere Bilder                                                                              | Zweigeschossiges barockes Fachwerkgebäude                                                                                         | Königswinter, Hauptstraße 451 Karte                                                             | Fassade in Werkstein aus Latit von der Wolkenburg; ehemals Hotel „Zum Goldenen Stern“ | 1729 | 22. Januar 1991    | A 130           |
| weitere Bilder                                                                              | Zweigeschossiger, spätklassizistischer verputzter Fachwerkbau                                                                     | Königswinter, Hauptstraße 473 Karte                                                             | | Zweite Hälfte 19. Jahrhundert | 15. Mai 1991       | A 131           |
| Zweigeschossiger Fachwerkbau                                                                | Zweigeschossiger Fachwerkbau | Königswinter, Hermannshof 3 Karte                                                               | | 1720 | 16. Januar 1991    | A 132           |
| BW                                                                                          | Gewölbekeller des ehemaligen dreigeschossigen, verputzten Fachwerkhauses                                                          | Königswinter, Klotzstraße 26 Karte                                                              | | 1800 | 22. Januar 1991    | A 133           |
| weitere Bilder                                                                              | Zweigeschossige Backsteinvilla | Königswinter, Von-Weiß-Straße 8 Karte                                                           | | 1883 | 26. Februar 1991   | A 134           |
| weitere Bilder                                                                              | Wegekreuz | Römlinghoven, Am Berghang Karte                                                                 | Votivkreuz aus Trachyt mit Werksteinergänzungen | 1756 | 22. Januar 1991    | A 136           |
| Wegekreuz                                                                                   | Wegekreuz | Oberdollendorf, An der Luhs Karte                                                               | Votivkreuz aus Sandstein am ehemaligen Bittweg von Oberdollendorf zum Petersberg | 1720 | 22. Januar 1991    | A 137           |
| weitere Bilder                                                                              | Wegekreuz | Oberdollendorf, An der Luhs Karte                                                               | Votivkreuz aus Trachyt am ehemaligen Bittweg von Oberdollendorf zum Petersberg | 1793, 1846 | 16. Januar 1991    | A 138           |
| Wegekapelle                                                                                 | Wegekapelle | Oberdollendorf, An der Luhs / Petersberger Weg Karte                                            | verputzter Backsteinbau | Ende 19. Jahrhundert | 16. Januar 1991    | A 139           |
| weitere Bilder                                                                              | Wegekreuz | Oberdollendorf, Bachstraße/Falltorstraße Karte                                                  | barockes Votivkreuz aus Trachyt | 1671 | 26. Februar 1991   | A 140           |
| weitere Bilder                                                                              | Wegekreuz | Oberdollendorf, Bachstraße/Turmstraße Karte                                                     | Votivkreuz aus Trachyt, Kreuzschaft in Sandstein (ergänzt im 19. Jahrhundert) | 1726 (1776) | 13. März 1991      | A 141           |
| weitere Bilder                                                                              | Zweigeschossiger Fachwerkbau, ehemaliger Brückenhof                                                                               | Oberdollendorf, Bachstraße 93 Karte                                                             | heute Brückenhofmuseum | Mitte 17. Jahrhundert und später | 26. Februar 1991   | A 142           |
| Zweigeschossiger traufständiger Fachwerkbau                                                 | Zweigeschossiger traufständiger Fachwerkbau                                                                                       | Oberdollendorf, Bachstraße 98 Karte                                                             | | Frühes 18. Jahrhundert | 26. Februar 1991   | A 143           |
| weitere Bilder                                                                              | Winzerhof des 18. Jahrhunderts | Oberdollendorf, Bachstraße 106 Karte                                                            | | 1684 und später | 26. Februar 1991   | A 144           |
| Ehemaliger Winzerhof des Klosters Merten/Sieg                                               | Ehemaliger Winzerhof des Klosters Merten/Sieg                                                                                     | Oberdollendorf, Bachstraße 108 Karte                                                            | | Anfang 17. Jahrhundert und später | 26. Februar 1991   | A 145           |
| Ehemaliger Winzerhof                                                                        | Ehemaliger Winzerhof | Oberdollendorf, Bachstraße 111 Karte                                                            | ehemaliger „Geblgershof“ | Im Kern Ende 17. Jahrhundert | 18. Februar 1991   | A 146           |
| weitere Bilder                                                                              | Zweigeschossiger, giebelständiger Ständerbau                                                                                      | Oberdollendorf, Bachstraße 123 Karte                                                            | | 18. Jahrhundert | 18. Februar 1991   | A 147           |
| weitere Bilder                                                                              | Zweigeschossiger, traufständiger Stockwerksbau                                                                                    | Oberdollendorf, Bachstraße 127 Karte                                                            | | 18. Jahrhundert | 24. Januar 1991    | A 148           |
| weitere Bilder                                                                              | Ehemaliger Winzerhof | Oberdollendorf, Bachstraße 131 Karte                                                            | | 1753 | 24. Januar 1991    | A 149           |
| weitere Bilder                                                                              | Zweigeschossiger Ständerbau | Oberdollendorf, Bachstraße 133 Karte                                                            | | Ende 17. Jahrhundert | 24. Januar 1991    | A 150           |
| weitere Bilder                                                                              | Zweigeschossiger Stockwerksbau – Grevenhof                                                                                        | Oberdollendorf, Bachstraße 147 Karte                                                            | | 17./18. Jahrhundert | 24. Januar 1991    | A 151           |
| weitere Bilder                                                                              | Zweigeschossiger Ständerbau | Oberdollendorf, Bachstraße 149 Karte                                                            | | 18. Jahrhundert | 18. Dezember 1990  | A 152           |
| weitere Bilder                                                                              | Gut Sülz | Oberdollendorf, Bachstraße 157 Karte                                                            | | 1656, Ende 19. Jahrhundert | 18. Dezember 1990  | A 153           |
| weitere Bilder                                                                              | Eingeschossiger Fachwerkständerbau                                                                                                | Oberdollendorf, Bergstraße 7 Karte                                                              | | 1766 | 18. Dezember 1990  | A 154           |
| Zweigeschossiger Ständerbau                                                                 | Zweigeschossiger Ständerbau | Oberdollendorf, Bergstraße 10 Karte                                                             | | 1685/1686 | 18. Dezember 1990  | A 155           |
| weitere Bilder                                                                              | Zweigeschossiger Fachwerkbau in Geschossständerbauweise                                                                           | Oberdollendorf, Bergstraße 12 Karte                                                             | | 1618 | 18. Dezember 1990  | A 156           |
| weitere Bilder                                                                              | Zweigeschossiger Fachwerkbau in Geschossständerbauweise                                                                           | Oberdollendorf, Bergstraße 20 Karte                                                             | | 1569/1570 | 14. März 1991      | A 157           |
| weitere Bilder                                                                              | Zweigeschossiger Winkelbau | Oberdollendorf, Bergstraße 22 Karte                                                             | | 1663, 18. Jahrhundert | 14. März 1991      | A 158           |
| Zweigeschossiger, giebelständiger Ständerbau                                                | Zweigeschossiger, giebelständiger Ständerbau                                                                                      | Oberdollendorf, Bergstraße 28 Karte                                                             | | Ende 17. Jahrhundert | 14. März 1991      | A 159           |
| weitere Bilder                                                                              | Wegekreuz | Oberdollendorf, Bergstraße/Marienstraße Karte                                                   | Votivkreuz aus Trachyt | 1690 | 11. März 1991      | A 160           |
| Wegekapelle                                                                                 | Wegekapelle | Oberdollendorf, Bergstraße/Schleifenweg Karte                                                   | mit Versatzstücken aus Abbruchmaterial vom Kloster Heisterbach; 1965/66 abgebrochen und etwas versetzt neu errichtet                                                                           | 1822 | 11. März 1991      | A 161           |
| weitere Bilder                                                                              | Wegestock | Oberdollendorf, Cäsariusstraße/Bachstraße Karte                                                 | Marienfigur aus Sandstein vor Säulenstumpf auf gestuftem Sockel | Um 1870 | 11. März 1991      | A 162           |
| weitere Bilder                                                                              | Wegekreuz | Oberdollendorf, Cäsariusstraße / Oberkasseler Straße Karte                                      | Votivkreuz aus Trachyt | 1705 | 13. März 1991      | A 163           |
| Wegekreuz                                                                                   | Wegekreuz | Römlinghoven, Cäsariusstraße / Lommerwiese Karte                                                | Votivkreuz aus Trachyt; seit 1935 an diesem Standort | 1741 | 11. März 1991      | A 164           |
| weitere Bilder                                                                              | Zweigeschossiger, giebelständiger Fachwerkständerbau                                                                              | Oberdollendorf, Falltorstraße 13 Karte                                                          | | Ende 18. Jahrhundert | 18. März 1991      | A 165           |
| Zweigeschossiger, langgestreckter Ständerbau                                                | Zweigeschossiger, langgestreckter Ständerbau                                                                                      | Oberdollendorf, Falltorstraße 21 Karte                                                          | | 1715 | 13. März 1991      | A 166           |
| Eingeschossiger Ständerbau                                                                  | Eingeschossiger Ständerbau | Oberdollendorf, Falltorstraße 4 Karte                                                           | | Zweite Hälfte 18. Jahrhundert | 13. März 1991      | A 167           |
| weitere Bilder                                                                              | Zweigeschossiger Stockwerkwinkelbau                                                                                               | Oberdollendorf, Falltorstraße 22 Karte                                                          | | Erste Hälfte 18. Jahrhundert | 18. März 1991      | A 168           |
| Zweigeschossiger, giebelständiger Fachwerkbau                                               | Zweigeschossiger, giebelständiger Fachwerkbau                                                                                     | Oberdollendorf, Falltorstraße 24 Karte                                                          | | Frühes 19. Jahrhundert, Anfang 20. Jahrhundert | 18. März 1991      | A 169           |
| weitere Bilder                                                                              | Zweigeschossiger Stockwerksbau | Oberdollendorf, Falltorstraße 28                                                                | | Erste Hälfte 18. Jahrhundert | 18. März 1991      | A 170           |
| Wegekreuz                                                                                   | Wegekreuz | Oberdollendorf, Flurgasse / Römlinghovener Straße Karte                                         | Kreuz aus Sandstein, geschlämmt; 1903 nach Zerstörung renoviert | Um 1700 | 17. Oktober 1991   | A 171           |
| weitere Bilder                                                                              | Prozessionskreuz | Oberdollendorf-Heisterbach, Heisterbacher Straße, vor dem Klostereingang Karte                  | Ausgangsstation des ehemaligen Bittwegs von Heisterbach zum Petersberg, errichtet von Abt Franz Scheffer; Wegekreuz aus Trachyt auf Sandsteinplatte, mehrfach restauriert und ergänzt          | 1644 | 17. Oktober 1991   | A 172           |
| weitere Bilder                                                                              | Katholische Pfarrkirche St. Laurentius                                                                                            | Oberdollendorf, Heisterbacher Straße 154 / Rennenbergstraße Karte                               | | Um 1200, 1792, 1949, und 1955 Erweiterung (P. Krücken) | 1. Oktober 1991    | A 173           |
| Zweigeschossiger, vierachsiger Backsteinbau                                                 | Zweigeschossiger, vierachsiger Backsteinbau                                                                                       | Oberdollendorf, Heisterbacher Straße 49 Karte                                                   | | Um 1900 | 17. Oktober 1991   | A 174           |
| Zweigeschossiger Backsteinbau                                                               | Zweigeschossiger Backsteinbau | Oberdollendorf, Heisterbacher Straße 51 Karte                                                   | | Um 1900 | 17. Oktober 1991   | A 175           |
| weitere Bilder                                                                              | Fachwerkständerbau | Oberdollendorf, Heisterbacher Straße 61 Karte                                                   | | 18. Jahrhundert, 1881 | 16. Mai 1991       | A 176           |
| Zweigeschossiger Fachwerkbau                                                                | Zweigeschossiger Fachwerkbau | Oberdollendorf, Heisterbacher Straße 73 Karte                                                   | | Ende 18. Jahrhundert | 16. Mai 1991       | A 177           |
| Zweigeschossige Villa                                                                       | Zweigeschossige Villa | Oberdollendorf, Heisterbacher Straße 99 Karte                                                   | | Um 1920 | 17. Oktober 1991   | A 178           |
| weitere Bilder                                                                              | Ehemaliger vierflügeliger Winzerhof                                                                                               | Oberdollendorf, Heisterbacher Straße 115 Karte                                                  | | Zweite Hälfte 18. Jahrhundert | 17. Oktober 1991   | A 179           |
| weitere Bilder                                                                              | Ehemalige Lohgerberei – „Bauernschänke“                                                                                           | Oberdollendorf, Heisterbacher Straße 123 / Lindenstraße Karte                                   | im Innern entkernt | 1636 | 5. Juli 1991       | A 180           |
| Ehemaliger Winzerhof                                                                        | Ehemaliger Winzerhof | Oberdollendorf, Heisterbacher Straße 129 Karte                                                  | | 17. Jahrhundert, 1767 | 5. Juli 1991       | A 181           |
| weitere Bilder                                                                              | Ehemaliger Winzerhof „Weinhaus Lichtenberg“                                                                                       | Oberdollendorf, Heisterbacher Straße 131 Karte                                                  | | Im Kern 17. Jahrhundert, 1811 | 10. Oktober 1991   | A 182           |
| weitere Bilder                                                                              | Bungertshof | Oberdollendorf, Heisterbacher Straße 149 Karte                                                  | | 17. Jahrhundert, 19. Jahrhundert, 1903 | 5. Juli 1991       | A 183           |
| Zweigeschossiger Fachwerkstockwerksbau                                                      | Zweigeschossiger Fachwerkstockwerksbau                                                                                            | Oberdollendorf, Heisterbacher Straße 124 Karte                                                  | | 1768 | 8. Oktober 1991    | A 184           |
| weitere Bilder                                                                              | Zweigeschossiger Fachwerkstockwerksbau                                                                                            | Oberdollendorf, Heisterbacher Straße 132 Karte                                                  | | Zweite Hälfte 18. Jahrhundert, spätes 19. Jahrhundert | 8. Oktober 1991    | A 185           |
| weitere Bilder                                                                              | Katholisches Pfarrhaus | Oberdollendorf, Heisterbacher Straße 156 Karte                                                  | Fachwerkbau auf massivem Erdgeschoss (1750), zur kirchseitigen Giebelseite Backsteinriegel (1869)                                                                                              | 1750, 1869 | 8. Oktober 1991    | A 186           |
| Zweigeschossige, freistehende Backsteinvilla                                                | Zweigeschossige, freistehende Backsteinvilla                                                                                      | Oberdollendorf, Heisterbacher Straße 202 Karte                                                  | | Um 1900 | 10. Oktober 1991   | A 187           |
| Zweigeschossige Villa                                                                       | Zweigeschossige Villa | Oberdollendorf, Heisterbacher Straße 204 Karte                                                  | | Um 1900 | 10. Oktober 1991   | A 188           |
| weitere Bilder                                                                              | Zweigeschossige Putzvilla | Oberdollendorf, Heisterbacher Straße 210 Karte                                                  | | Um 1900 | 10. Oktober 1991   | A 189           |
| weitere Bilder                                                                              | Wegekreuz | Oberdollendorf, Lindenstraße Karte                                                              | Kreuz aus Sandstein | 1655 | 11. Oktober 1991   | A 190           |
| weitere Bilder                                                                              | Zweigeschossiger Fachwerkständerbau                                                                                               | Oberdollendorf, Lindenstraße 5 Karte                                                            | | Ende 17. Jahrhundert | 11. Oktober 1991   | A 191           |
| weitere Bilder                                                                              | Zweigeschossiger Fachwerkbau auf massivem Erdgeschoss                                                                             | Oberdollendorf, Lindenstraße 7 Karte                                                            | | 1764 | 11. Oktober 1991   | A 192           |
| Zweigeschossiger Fachwerkstockwerksbau                                                      | Zweigeschossiger Fachwerkstockwerksbau                                                                                            | Oberdollendorf, Lindenstraße 17 Karte                                                           | | Ende 18. Jahrhundert | 22. August 1991    | A 193           |
| weitere Bilder                                                                              | Zweigeschossiger, giebelständiger Ständerbau                                                                                      | Oberdollendorf, Lindenstraße 25 Karte                                                           | | 1669 | 2. Oktober 1991    | A 194           |
| weitere Bilder                                                                              | Vierflügelige, geschlossene Hofanlage                                                                                             | Oberdollendorf, Lindenstraße 29 / Bachstraße Karte                                              | | 1619 | 2. Oktober 1991    | A 195           |
| weitere Bilder                                                                              | Zweigeschossiger Ständerbau auf Bruchsteinsockel                                                                                  | Oberdollendorf, Lindenstraße 14 Karte                                                           | | 17. Jahrhundert | 2. Oktober 1991    | A 196           |
| weitere Bilder                                                                              | Zweigeschossiger Fachwerkständerbau                                                                                               | Römlinghoven, Malteserstraße 23 Karte                                                           | ehemalige Hofanlage | 17. Jahrhundert | 8. Oktober 1991    | A 197           |
| weitere Bilder                                                                              | Zweigeschossiger Fachwerkständerbau                                                                                               | Römlinghoven, Malteserstraße 41 Karte                                                           | | Um 1800 | 8. Oktober 1991    | A 198           |
| weitere Bilder                                                                              | Zweigeschossiger Fachwerkstockwerksbau                                                                                            | Römlinghoven, Malteserstraße 49 Karte                                                           | „Haus Horbach“; ehemaliges Winzerhaus | 1714/1715 | 8. Oktober 1991    | A 199           |
| weitere Bilder                                                                              | Zweigeschossiger Fachwerkstockwerksbau                                                                                            | Römlinghoven, Malteserstraße 26 Karte                                                           | | Anfang 19. Jahrhundert | 23. Juli 1991      | A 200           |
| weitere Bilder                                                                              | Zweigeschossiger Stockwerksbau | Römlinghoven, Malteserstraße 40 Karte                                                           | | Ende 18. Jahrhundert | 13. Mai 1991       | A 201           |
| Zweigeschossiger Fachwerkbau                                                                | Zweigeschossiger Fachwerkbau | Römlinghoven, Malteserstraße 42 Karte                                                           | | Frühes 19. Jahrhundert | 8. Oktober 1991    | A 202           |
| Zweigeschossiger Fachwerkständerbau                                                         | Zweigeschossiger Fachwerkständerbau                                                                                               | Römlinghoven, Malteserstraße 46 Karte                                                           | Ehemaliges Winzerhaus | zwischen 1575 und 1581 | 16. Dezember 1991  | A 203           |
| weitere Bilder                                                                              | Marienkapelle | Oberdollendorf, Marienstraße Karte                                                              | verputzter Backsteinbau mit verschiefertem Tonnendach; 1970–72 grundlegend erneuert und zurückversetzt neu aufgebaut                                                                           | 1813 | 1. Oktober 1991    | A 204           |
| weitere Bilder                                                                              | Wegekreuz | Oberdollendorf, Marienstraße (Verlängerung) Karte                                               | Feldkreuz aus Trachyt | 1824 | 1. Oktober 1991    | A 205           |
| weitere Bilder                                                                              | Eingeschossiger Fachwerkbau | Oberdollendorf, Mühlenstraße 5 Karte                                                            | ehemaliges Kelterhaus des Turmhofs | 1650 | 10. Oktober 1991   | A 206           |
| weitere Bilder                                                                              | Eingeschossiger Fachwerkbau | Oberdollendorf, Mühlenstraße 8 Karte                                                            | | Frühes 19. Jahrhundert | 8. Oktober 1991    | A 207           |
| weitere Bilder                                                                              | Wegekreuz | Oberdollendorf, Mühlental/Bachstraße Karte                                                      | Votivkreuz aus Trachyt; 1966 an diesen Standort versetzt | 1730, 1839 | 1. Oktober 1991    | A 208           |
| weitere Bilder                                                                              | Zweigeschossiger Stockwerksbau („Haus am Mühlenbach“)                                                                             | Oberdollendorf, Mühlental 12/14 Karte                                                           | ehemaliges Ausflugslokal | 1865 | 10. Oktober 1991   | A 209           |
| weitere Bilder                                                                              | Vierflügelige Anlage „Zum Kühlen Grunde“                                                                                          | Oberdollendorf, Mühlental 22 Karte                                                              | | Anfang 18. Jahrhundert, um 1800 | 10. Oktober 1991   | A 210           |
| Eingeschossiger Bruchsteinbau – ehem. Mühle „Am Hellenberg“                                 | Eingeschossiger Bruchsteinbau – ehem. Mühle „Am Hellenberg“                                                                       | Oberdollendorf, Mühlental 24 Karte                                                              | bis 1914 als Getreidemühle mit oberschlächtigem Wasserrad genutzt | 1777 | 23. Juli 1991      | A 211           |
| weitere Bilder                                                                              | Friedhof | Oberdollendorf, Rennenbergstraße Karte                                                          | | 1852 | 23. Juli 1991      | A 212           |
| Zweigeschossiger Fachwerkstockwerksbau                                                      | Zweigeschossiger Fachwerkstockwerksbau                                                                                            | Oberdollendorf, Rennenbergstraße 9 Karte                                                        | | 19. Jahrhundert | 15. Mai 1991       | A 213           |
| Ehemalige Mädchenschule                                                                     | Ehemalige Mädchenschule | Oberdollendorf, Rennenbergstraße 11 Karte                                                       | Backsteinbau mit historisierenden Schmuckformen | Um 1900 | 15. Mai 1991       | A 214           |
| weitere Bilder                                                                              | Wegekreuz | Oberdollendorf, Rennenbergstraße / Auf dem Schnitzenbusch Karte                                 | Votivkreuz aus Sandstein | 1725 | 16. Mai 1991       | A 215           |
| weitere Bilder                                                                              | Wegekreuz | Oberdollendorf, Schleifenweg / Ferdinand-Schmitz-Straße 113 Karte                               | Votivkreuz aus Trachyt; ursprünglich Station am Bittweg von Oberdollendorf zum Petersberg | 1721 | 16. Mai 1991       | A 216           |
| weitere Bilder                                                                              | Zweigeschossiger Fachwerkbau | Oberdollendorf, Turmstraße 7 Karte                                                              | | Erste Hälfte 18. Jahrhundert | 15. Mai 1991       | A 217           |
| Zweigeschossiger Stockwerksbau                                                              | Zweigeschossiger Stockwerksbau | Oberdollendorf, Turmstraße (zu Heisterbacher Straße 135) Karte                                  | | 19. Jahrhundert | 16. Januar 1991    | A 218           |
| Zweigeschossiger Stockwerksbau                                                              | Zweigeschossiger Stockwerksbau | Oberdollendorf, Turmstraße 16 / Bachstraße Karte                                                | | Zweite Hälfte 17. Jahrhundert, 19. Jahrhundert | 16. Mai 1991       | A 219           |
| weitere Bilder                                                                              | Dreigeschossiger Fachwerkbau (Altes Pastorat)                                                                                     | Oberpleis, Siegburger Straße 9–11 Karte                                                         | erbaut unter Verwendung von Abbruchmaterial der Benediktiner-Propstei | Mitte 18. Jahrhundert | 5. Juli 1991       | A 220           |
| weitere Bilder                                                                              | Zweigeschossiger Fachwerkbau | Oberdollendorf, Turmstraße 14 Karte                                                             | | 18. Jahrhundert | 5. Juli 1991       | A 221           |
| Ehemaliger Winzerhof                                                                        | Ehemaliger Winzerhof | Oberdollendorf, Mühlenstraße 17 Karte                                                           | | 17./18. Jahrhundert und später | 23. Juli 1991      | A 222           |
| Zweigeschossiger Fachwerkbau                                                                | Zweigeschossiger Fachwerkbau | Oberdollendorf, Mühlenstraße 19 Karte                                                           | | 17./18. Jahrhundert und später | 23. Juli 1991      | A 223           |
| weitere Bilder                                                                              | Wegekreuz | Niederdollendorf, Am Breidenschöppchen (unterhalb des Petersbergs) Karte                        | | 1773 | 30. August 1991    | A 224           |
| weitere Bilder                                                                              | Zweigeschossiger Fachwerkbau auf massivem Erdgeschoss                                                                             | Königswinter, Altenberger Gasse 8 Karte                                                         | | 1665 | 22. Januar 1992    | A 225           |
| weitere Bilder                                                                              | Dreiflügeliger Fachwerkhof (Gertrudenhof)                                                                                         | Oberpleis, Dollendorfer Straße 115 Karte                                                        | | 19. Jahrhundert | 18. Januar 1993    | A 226           |
| weitere Bilder                                                                              | Spätklassizistische Villa | Königswinter, Hauptstraße 246 Karte                                                             | | Zweite Hälfte 19. Jahrhundert | 16. Februar 1993   | A 227           |
| Dreigeschossiges Eckgebäude                                                                 | Dreigeschossiges Eckgebäude | Königswinter, Grabenstraße 14 Karte                                                             | | Um 1900 | 16. Februar 1993   | A 228           |
| Zweieinhalbgeschossige Halbvilla                                                            | Zweieinhalbgeschossige Halbvilla                                                                                                  | Königswinter, Hauptstraße 335 Karte                                                             | | 1878 | 16. Februar 1993   | A 229           |
| Zweigeschossiger Fachwerkbau, „Hotel Krone“, früher „Bockhalle“                             | Zweigeschossiger Fachwerkbau, „Hotel Krone“, früher „Bockhalle“                                                                   | Königswinter, Hauptstraße 374 Karte                                                             | | 18. Jahrhundert | 10. März 1993      | A 230           |
| weitere Bilder                                                                              | Jüdischer Friedhof | Königswinter, Rheinallee / Clemens-August-Straße Karte                                          | | 16. Jahrhundert und später | 10. März 1993      | A 231           |
| weitere Bilder                                                                              | Zweigeschossige Villa in spätklassizistischer Form („Haus Rheinau“)                                                               | Niederdollendorf, Hauptstraße 200 Karte                                                         | Landvilla mit Resten eines parkartigen Gartens auf aufgeschüttetem Gelände | Zweite Hälfte 19. Jahrhundert | 10. März 1993      | A 232           |
| Zweigeschossige Villa in spätklassizistischer Form                                          | Zweigeschossige Villa in spätklassizistischer Form                                                                                | Niederdollendorf, Hauptstraße 204 Karte                                                         | | Um 1878, Anfang 20. Jahrhundert | 10. März 1993      | A 233           |
| weitere Bilder                                                                              | Wegekreuz | Heisterbacherrott, An den Erlen Karte                                                           | Kreuz aus Trachyt | Um 1800 | 10. März 1993      | A 234           |
| weitere Bilder                                                                              | Wegekreuz | Heisterbacherrott, Lauterbachstraße/Gubener Weg Karte                                           | Votivkreuz aus Trachyt | 1734 | 10. März 1993      | A 235           |
| weitere Bilder                                                                              | Wegekreuz | Heisterbacherrott, vor dem Haus Oelbergstraße 25 Karte                                          | Kreuz aus Trachyt | 18. Jahrhundert | 14. Juli 1993      | A 236           |
| weitere Bilder                                                                              | Zweigeschossiger Fachwerkständerbau                                                                                               | Heisterbacherrott, Petrusstraße 9 Karte                                                         | vermutlich ehemalige Großraumscheune mit durchgehender Quertenne | 1817 | 14. Juli 1993      | A 238           |
| weitere Bilder                                                                              | Grabkreuz | Heisterbacherrott, Petrusstraße 12 Karte                                                        | Grabkreuz aus Sandstein | 1734 | 14. Juli 1993      | A 239           |
| weitere Bilder                                                                              | Wegestock | Heisterbacherrott, Petrusstraße/Weihergelände Karte                                             | Petrusbildstock (Prozessionsaltar) | 1790 | 14. Juli 1993      | A 240           |
| weitere Bilder                                                                              | Wegekreuz | Heisterbacherrott, Kirchweg Karte                                                               | Kreuz aus Sandstein | 1733 | 14. Juli 1993      | A 241           |
| weitere Bilder                                                                              | Wegekreuz | Stieldorf-Rauschendorf, Am Frohnacker/Scheurenstraße Karte                                      | Votivkreuz | 1884 | 14. Juli 1993      | A 242           |
| weitere Bilder                                                                              | Wegekreuz | Stieldorf-Rauschendorf, Am Weißen Kreuz Karte                                                   | Votivkreuz aus Werkstein | 1883 | 14. Juli 1993      | A 243           |
| weitere Bilder                                                                              | Wegekreuz | Stieldorf-Oberscheuren (Einmündung Auf der Konne) Karte                                         | Grabkreuz aus Sandstein an Scheunenwand | 1859 | 5. Januar 1994     | A 246           |
| Wegekreuz                                                                                   | Wegekreuz | Stieldorf-Oberscheuren/Niederscheuren Karte                                                     | Votivkreuz aus Andesit | 1724 | 5. Januar 1994     | A 247           |
| Wegekreuz                                                                                   | Wegekreuz | Stieldorf-Rauschendorf, Rotdornstraße / Am Frohnacker Karte                                     | Grabkreuz aus Sandstein | 1730 | 5. Januar 1994     | A 248           |
| weitere Bilder                                                                              | Heiderhof | Stieldorf-Vinxel, Heiderhof Karte                                                               | | Anfang 18. Jahrhundert und später, Sommersitz 1897 | 7. Januar 1994     | A 249           |
| weitere Bilder                                                                              | Wegekreuz | Stieldorf-Vinxel, Holtorfer Straße Karte                                                        | | 1846 | 7. Januar 1994     | A 250           |
| weitere Bilder                                                                              | Wegekreuz | Stieldorf-Vinxel, Kasseler Weg / Alter Heeresweg Karte                                          | | 1769 | 7. Januar 1994     | A 251           |
| weitere Bilder                                                                              | Wegekreuz | Stieldorf-Vinxel, Vinxeler Straße / Im Winkel Karte                                             | Votivkreuz aus Sandstein | 1726 | 7. Januar 1994     | A 252           |
| weitere Bilder                                                                              | Wegestock | Stieldorf-Bockeroth, Bockerother Straße 84/86 Karte                                             | | 1875 | 5. Januar 1994     | A 253           |
| weitere Bilder                                                                              | Wegekreuz | Stieldorf-Bockeroth, Bockerother Straße 110 Karte                                               | Votivkreuz aus Werkstein | 1913 | 13. Oktober 1993   | A 254           |
| weitere Bilder                                                                              | Wegekreuz | Stieldorf-Bockeroth, Leithecker Straße / Bockerother Straße Karte                               | Nachbarschaftskreuz aus Trachyt | 1735 | 13. Oktober 1993   | A 255           |
| weitere Bilder                                                                              | Wegekreuz | Stieldorf-Bockeroth, Leithecker Straße Karte                                                    | Votivkreuz aus Sandstein | 1907 | 2. September 1993  | A 256           |
| weitere Bilder                                                                              | Wegekreuz | Stieldorf-Freckwinkel, Bockerother Straße Karte                                                 | Gedenkkreuz aus Sandstein | 1815, um 1900 | 2. September 1993  | A 258           |
| Wegekreuz                                                                                   | Wegekreuz | Stieldorf-Freckwinkel, Siegburger Straße 305 Karte                                              | Votivkreuz aus Sandstein | 1900 | 1. September 1993  | A 259           |
| weitere Bilder                                                                              | Wegekreuz | Stieldorf-Freckwinkel, Siegburger Straße 316 Karte                                              | In Gartenmauer eingelassenes Grabkreuz aus Trachyt | 1778 | 1. September 1993  | A 260           |
| weitere Bilder                                                                              | Wegekreuz | Stieldorf-Oelinghoven, Im Mutschenbroich Karte                                                  | | 19. Jahrhundert | 19. August 1993    | A 261           |
| weitere Bilder                                                                              | Wegekreuz | Stieldorf-Oelinghoven, Im Winkel Karte                                                          | Votivkreuz aus Trachyt mit Schutzmauer aus Backstein | 1720 | 19. August 1993    | A 262           |
| weitere Bilder                                                                              | Wegestock | Stieldorf-Oelinghoven, Lichgasse Karte                                                          | | 19. Jahrhundert | 16. August 1993    | A 263           |
| Zweigeschossiger Fachwerkstockwerksbau                                                      | Zweigeschossiger Fachwerkstockwerksbau                                                                                            | Stieldorf-Oelinghoven, Zur Heide 33 Karte                                                       | | Zweite Hälfte 18. Jahrhundert | 16. August 1993    | A 264           |
| Marxhof                                                                                     | Marxhof | Stieldorf-Oelinghoven, Zur Heide 36 Karte                                                       | | Ende 18. Jahrhundert | 16. August 1993    | A 265           |
| weitere Bilder                                                                              | Friedhof | Stieldorf, An der Passionshalle Karte                                                           | Friedhofskreuz von 1848 | 1849 | 16. August 1993    | A 266           |
| weitere Bilder                                                                              | Grabkreuz als Wegekreuz | Stieldorf, Friedhofsweg (10) / Rauschendorfer Straße Karte                                      | | 18. Jahrhundert | 16. August 1993    | A 267           |
| weitere Bilder                                                                              | Dreiflügelige Hofanlage | Stieldorf, Im Frieden 5 Karte                                                                   | | Ende 18. Jahrhundert | 16. August 1993    | A 268           |
| Gasthaus Sutorius                                                                           | Gasthaus Sutorius | Stieldorf, Oelinghovener Straße 7 Karte                                                         | Teil einer ehemaligen vierflügeligen Hofanlage; zweigeschossiger Fachwerkbau mit backsteinverblendetem, rau verputztem Erdgeschoss                                                             | 1789 | 16. August 1993    | A 269           |
| Wegekreuz                                                                                   | Wegekreuz | Stieldorf, Oelinghovener Straße / Lichgasse Karte                                               | | 18. Jahrhundert | 28. Juli 1993      | A 270           |
| weitere Bilder                                                                              | Kriegerdenkmal | Stieldorf-Stieldorferhohn, vor dem Haus Nr. 31 Karte                                            | | Um 1920 | 28. Juli 1993      | A 271           |
| Pumpe                                                                                       | Pumpe | Stieldorf-Stieldorferhohn, neben Gebäude Stieldorferhohn 38 Karte                               | | Zweite Hälfte 19. Jahrhundert | 28. Juli 1993      | A 272           |
| weitere Bilder                                                                              | Wegekreuz | Stieldorf-Stieldorferhohn, Thomasberger Straße / Stieldorferhohn Karte                          | Kreuz aus Andesit | 1732 | 28. Juli 1993      | A 273           |
| Wegekreuz                                                                                   | Wegekreuz | Stieldorf, Zweikreuzenweg / Zum Sonnenberg Karte                                                | Votivkreuz aus Trachyt | 1730 | 19. August 1993    | A 274           |
| weitere Bilder                                                                              | Wegekreuz | Oberpleis-Hartenberg, Am Liesenberg Karte                                                       | Votivkreuz aus Sandstein | 1905 | 18. August 1993    | A 275           |
| weitere Bilder                                                                              | Grabkreuz und Grenzsteine | Oberpleis-Hartenberg, Hartenbergstraße                                                          | | 1682 | 19. Mai 1993       | A 276           |
| weitere Bilder                                                                              | Zweigeschossige Villa mit viergeschossigem Turm                                                                                   | Oberpleis, Dollendorfer Straße 34 Karte                                                         | | Zweite Hälfte 19. Jahrhundert, Anfang 20. Jahrhundert | 19. Mai 1993       | A 277           |
| weitere Bilder                                                                              | Wegekreuz | Oberpleis, Dollendorfer Straße / Im Dicht Karte                                                 | Erneuertes Wegekreuz | 18. Jahrhundert, 20. Jahrhundert | 19. Mai 1993       | A 278           |
| weitere Bilder                                                                              | Zweigeschossiger Fachwerkstockwerksbau                                                                                            | Oberpleis, Propsteistraße 1 Karte                                                               | | 1804 | 13. Oktober 1993   | A 279           |
| Wegekreuz                                                                                   | Wegekreuz | Oberpleis, Theodor-Storm-Straße / Dollendorfer Straße Karte                                     | Votivkreuz aus Trachyt | 1725 | 13. Oktober 1993   | A 281           |
| weitere Bilder                                                                              | Wegekreuz | Bellinghausen-Zweikreuzen, Zweikreuzenweg / Dollendorfer Straße Karte                           | Kreuz aus Trachyt | 1707 | 19. Mai 1993       | A 282           |
| Wegekreuz                                                                                   | Wegekreuz | Oberpleis-Bennerscheid, An den Brunnen Karte                                                    | Votivkreuz aus Sandstein | 1867 | 2. September 1993  | A 283           |
| weitere Bilder                                                                              | Pumpe | Oberpleis-Bennerscheid, An den Brunnen Karte                                                    | | Zweite Hälfte 19. Jahrhundert | 1. September 1993  | A 284           |
| Wegekreuz                                                                                   | Wegekreuz | Oberpleis-Sand, Oberpleiser Straße Karte                                                        | | 1913 | 19. August 1993    | A 285           |
| weitere Bilder                                                                              | Kriegerdenkmal | Oberpleis-Sand, Oberpleiser Straße / Pützstücker Straße Karte                                   | | 1920 | 19. August 1993    | A 286           |
| Wegekreuz                                                                                   | Wegekreuz | Oberpleis-Sandscheid, Pützstücker Straße / L 268                                                | | 19. Jahrhundert, 1935 | 19. August 1993    | A 287           |
| weitere Bilder                                                                              | Wegekreuz | Stieldorf-Freckwinkel, Siegburger Straße 305 / Bockerother Straße Karte                         | Votivkreuz aus Sandstein; an Hauswand angebracht | 1930 | 19. August 1993    | A 288           |
| weitere Bilder                                                                              | Zweigeschossiger Stirnbau einer Häuserzeile (Postgebäude)                                                                         | Oberdollendorf, Heisterbacher Straße 53 Karte                                                   | | 1903 | 26. August 1994    | A 289           |
| weitere Bilder                                                                              | Villa mit parkähnlichem Grundstück und originaler Einfriedung                                                                     | Königswinter, Hauptstraße 330 Karte                                                             | „Villa Leonhart“; Architekt: Franz Josef Krings (1938) | 1893, Umbau 1938, 1949 | 23. Mai 1995       | A 290           |
| weitere Bilder                                                                              | Villa mit Remise und Pförtnerhaus                                                                                                 | Königswinter, Hauptstraße 276/278 Karte                                                         | | 1898 | 29. September 1995 | A 291           |
| Dreigeschossiger Putzbau                                                                    | Dreigeschossiger Putzbau | Königswinter, Hauptstraße 396 Karte                                                             | | Um 1880 | 29. September 1995 | A 292           |
| weitere Bilder                                                                              | Zweigeschossiger Werksteinbau | Königswinter, Hauptstraße 398 / Kellerstraße Karte                                              | | 1799, 1870 | 29. September 1995 | A 293           |
| weitere Bilder                                                                              | Zweigeschossiges Barockhaus | Königswinter, Hauptstraße 427 Karte                                                             | | 18./19. Jahrhundert und später | 29. September 1995 | A 294           |
| weitere Bilder                                                                              | Hirschburg | Königswinter, Hirschburg Karte                                                                  | Architekten: Wilhelm Hoffmann, Gerhard Franz Langenberg | 1895, 1901 | 29. September 1995 | A 295           |
| Zweigeschossiger verputzter Fachwerkbau                                                     | Zweigeschossiger verputzter Fachwerkbau                                                                                           | Königswinter, Meerkatzstraße 1 Karte                                                            | | Zweite Hälfte 18. Jahrhundert | 29. September 1995 | A 296           |
| weitere Bilder                                                                              | Mehrflügeliger Fachwerkhof | Oberpleis-Nonnenberg, Auf der Steinkaule 2 Karte                                                | | Ende 18. Jahrhundert, zweite Hälfte 19. Jahrhundert | 12. Oktober 1995   | A 297           |
| weitere Bilder                                                                              | Wegekreuz | Oberpleis-Berghausen, Bitzerweg 19 Karte                                                        | geschnitztes Holzkreuz | 1828 | 12. Oktober 1995   | A 298           |
| weitere Bilder                                                                              | Wegekreuz | Oberpleis-Hasenboseroth, Pelzerweg 3 Karte                                                      | Votivkreuz aus Sandstein | 1919 | 12. Oktober 1995   | A 299           |
| weitere Bilder                                                                              | Wegekreuz | Oberpleis, Bittweg                                                                              | Feldkreuz aus Trachyt | 1743 | 12. Oktober 1995   | A 300           |
| weitere Bilder                                                                              | Ehemalige Hofanlage mit einem zweigeschossigen Fachwerkständerbau („Pitteschhof“)                                                 | Thomasberg-Bellinghauserhohn, Auelweg 22 Karte                                                  | | Um 1840 | 12. Oktober 1995   | A 301           |
| weitere Bilder                                                                              | Mehrflügeliger Fachwerkhof | Bellinghausen, Bellinghausener Straße 21 Karte                                                  | | Zweite Hälfte 19. Jahrhundert | 12. Oktober 1995   | A 302           |
| weitere Bilder                                                                              | Zweigeschossiger Fachwerkständerbau                                                                                               | Bellinghausen, Bellinghausener Straße 29 Karte                                                  | | Um 1800 | 12. Oktober 1995   | A 303           |
| weitere Bilder                                                                              | Wegekreuz | Bellinghausen, Bellinghausener Straße Karte                                                     | in Backsteinmauer eingelassenes Votivkreuz aus Trachyt | 1782 | 12. Oktober 1995   | A 304           |
| weitere Bilder                                                                              | Wegekreuz | Bellinghausen-Zweikreuzen, Bellinghausener Straße / Dollendorfer Straße Karte                   | Kreuz aus Sandstein | 1727 | 16. Oktober 1995   | A 305           |
| weitere Bilder                                                                              | Wegekreuz | Bellinghausen, Bellinghausener Straße 30                                                        | Votivkreuz aus Sandstein | 1904 | 16. Oktober 1995   | A 306           |
| weitere Bilder                                                                              | Wegekreuz | Bellinghausen, Bellinghausener Straße (an Scheune von Kranzweg 3) Karte                         | Votivkreuz aus Eiche | 1802 | 17. Oktober 1995   | A 307           |
| weitere Bilder                                                                              | Wegekreuz | Oberpleis-Ruttscheid, Im Krägerfeld / Ruttscheider Straße Karte                                 | Kreuz aus Sandstein | 1916 | 17. Oktober 1995   | A 309           |
| weitere Bilder                                                                              | Wegekreuz | Oberpleis-Ruttscheid, Ruttscheider Straße 28 Karte                                              | Votivkreuz aus Sandstein | 1903 | 17. Oktober 1995   | A 310           |
| weitere Bilder                                                                              | Kleiner dreiflügeliger Fachwerkhof                                                                                                | Oberpleis-Ruttscheid, Ruttscheider Straße 28 Karte                                              | | Zweite Hälfte 18. Jahrhundert | 26. Oktober 1995   | A 311           |
| weitere Bilder                                                                              | Wegekreuz | Oberpleis-Ruttscheid, Ruttscheider Straße 37 Karte                                              | Kreuz aus Sandstein | 19. Jahrhundert | 10. November 1995  | A 312           |
| weitere Bilder                                                                              | Wegekreuz | Oberpleis-Ruttscheid, Kellersboserother Straße / Ruttscheider Straße (58) Karte                 | Kreuz aus Sandstein | Anfang 20. Jahrhundert | 10. November 1995  | A 313           |
| weitere Bilder                                                                              | Burghof | Königswinter, Drachenfelsstraße Karte                                                           | | 1904 (Hauptgebäude); 19. Jahrhundert (Wirtschaftsgebäude) | 18. November 1997  | A 314           |
| weitere Bilder                                                                              | Grabkreuz | Oberpleis-Eisbach, Eisbacher Straße 32 Karte                                                    | Grabkreuz aus Trachyt | 1683 | 2. Dezember 1996   | A 315           |
| weitere Bilder                                                                              | Wegekreuz | Oberpleis-Eisbach, Bittweg                                                                      | Votivkreuz aus Sandstein | 1867 | 2. Dezember 1996   | A 316           |
| weitere Bilder                                                                              | Kapelle Maria Rosenkranzkönigin                                                                                                   | Oberpleis-Eisbach, Prälat-Buchholz-Straße Karte                                                 | | 1871, 1961 erweitert | 2. Dezember 1996   | A 317           |
| weitere Bilder                                                                              | Wegekreuz | Oberpleis-Herresbach, Herresbacher Straße / Nonnenberger Straße Karte                           | Gedenkkreuz aus Sandstein | 1915 | 2. Dezember 1996   | A 318           |
| weitere Bilder                                                                              | Wegekreuz | Oberpleis, Uckerather Straße / Bittweg Karte                                                    | Votivkreuz aus Trachyt | 1736 | 2. Dezember 1996   | A 319           |
| weitere Bilder                                                                              | Kapelle St. Anna | Oberpleis-Pleiserhohn, Zur Sandkaule / Erbstraße Karte                                          | | 1885, 1977 renoviert | 5. Dezember 1996   | A 320           |
| weitere Bilder                                                                              | Zwei Grabkreuze | Oberpleis-Thelenbitze Karte                                                                     | Trachyt | 1664, 1699 | 2. Dezember 1996   | A 321           |
| weitere Bilder                                                                              | Ehemalige Mühle | Oberpleis-Uthweiler, Siegburger Straße 223 und 223 a Karte                                      | vierflügelig geschlossene Mühlenhofanlage am Pleisbach | Mitte 18. Jahrhundert | 5. Dezember 1996   | A 322a          |
| BW                                                                                          | Ehemalige Mühle | Oberpleis-Uthweiler, Siegburger Straße 221 Karte                                                | | Mitte 18. Jahrhundert | 5. Dezember 1996   | A 322b          |
| Grabkreuz                                                                                   | Grabkreuz | Oberpleis-Pleiserhohn, Zur Sandkaule 7 Karte                                                    | Trachyt | 1729 | 2. Dezember 1996   | A 323           |
| weitere Bilder                                                                              | Wegekreuz | Oberpleis-Uthweiler, Siegburger Straße / Hauptmannstraße Karte                                  | | 1736 | 2. Dezember 1996   | A 324           |
| weitere Bilder                                                                              | Fachwerkscheune | Oberpleis-Rübhausen, Arnoldsgarten / Rübhausener Straße Karte                                   | | 18. Jahrhundert | 5. Dezember 1996   | A 325           |
| weitere Bilder                                                                              | Bönnschenhof | Oberpleis-Wahlfeld, Bönnschenhof 1 Karte                                                        | | 18. Jahrhundert und später | 5. Dezember 1996   | A 326           |
| weitere Bilder                                                                              | Wegekreuz | Oberpleis-Wahlfeld, Im Etzenhohn Karte                                                          | Neugotisches Grabkreuz aus Sandstein | 1898, 1909 | 2. Dezember 1996   | A 327           |
| weitere Bilder                                                                              | Wegekreuz | Oberpleis-Wahlfeld, Bönnschenhof / Lützer Weg Karte                                             | aus Sandstein; an Hauswand des Bönnschenhofs | 1841 | 5. Dezember 1996   | A 328           |
| weitere Bilder                                                                              | Wegekreuz | Oberpleis-Wahlfeld, Lützer Weg Karte                                                            | Votivkreuz aus Trachyt | 1793 | 5. Dezember 1996   | A 329           |
| weitere Bilder                                                                              | Wohngebäude mit Park | Oberpleis-Jüngsfeld, Jüngsfeld 1 Karte                                                          | | | 5. Dezember 1996   | A 330           |
| Wegekreuz                                                                                   | Wegekreuz | Heisterbacherrott-Thomasberg, Siebengebirgsstraße 73 Karte                                      | Votivkreuz aus Trachyt | 1876 | 19. November 1997  | A 331           |
| weitere Bilder                                                                              | Ehemaliges Forsthaus Eudenbach | Eudenbach, Eudenbacher Straße 1 Karte                                                           | Typenbau der Preußischen Forstverwaltung des Königlichen Forstes Siebengebirge | Um 1890 | 19. November 1997  | A 332           |
| weitere Bilder                                                                              | Wegekreuz | Eudenbach, Eudenbacher Straße 61 Karte                                                          | geschlämmtes Sandsteinkreuz | 1904 | 19. November 1997  | A 333           |
| weitere Bilder                                                                              | Katholische Pfarrkirche St. Mariä Himmelfahrt                                                                                     | Eudenbach, Eudenbacher Straße 111 Karte                                                         | | 1912 (Tasche), konsekriert 1928 | 28. November 1997  | A 334           |
| weitere Bilder                                                                              | Friedhof | Eudenbach, Eudenbacher Straße Karte                                                             | neugotisches Friedhofskreuz von 1903 | Anfang 20. Jahrhundert | 28. November 1997  | A 335           |
| weitere Bilder                                                                              | Wegekreuz | Eudenbach, Unterdorfstraße Karte                                                                | gekalktes Sandsteinkreuz mit rustiziertem Sockel | 1922 | 28. November 1997  | A 336           |
| weitere Bilder                                                                              | Wegekreuz | Eudenbach, Laubenweg Karte                                                                      | Kreuz aus Sandstein | Um 1900 | 28. November 1997  | A 337           |
| Kleiner Fachwerkhof                                                                         | Kleiner Fachwerkhof | Eudenbach-Rostingen, Holzweg 11 Karte                                                           | | Erste Hälfte 19. Jahrhundert | 6. Dezember 1997   | A 338           |
| weitere Bilder                                                                              | Kapelle „Kreuzerhöhung“ | Eudenbach-Quirrenbach, Kochenbacher Straße Karte                                                | | 1894 | 6. Dezember 1997   | A 339           |
| Wegekreuz                                                                                   | Wegekreuz | Stieldorf-Rauschendorf, Birlinghovener Straße                                                   | | 19. Jahrhundert | 8. Dezember 1997   | A 340           |
| weitere Bilder                                                                              | Wegekapelle | Oberpleis-Hartenberg Karte                                                                      | | Frühes 20. Jahrhundert | 19. Februar 1998   | A 341           |
| Grabkreuz                                                                                   | Grabkreuz | Oberpleis-Hartenberg, Hartenbergstraße Karte                                                    | | 1865 | 5. März 1998       | A 342           |
| Wegekreuz                                                                                   | Wegekreuz | Oberdollendorf-Heisterbach, Heisterbacher Straße, westlich des Klosterbezirks Heisterbach Karte | Kreuz aus Trachyt; am alten Bittweg von Heisterbach zum Petersberg | Erste Hälfte 18. Jahrhundert | 18. März 1998      | A 343           |
| weitere Bilder                                                                              | Müller-Denkmal | Königswinter, Hauptstraße/Rheinallee Karte                                                      | Bildhauer: Otto Lessing | 1896 | 5. März 1998       | A 344           |
| weitere Bilder                                                                              | Schunck-Denkmal | Königswinter, Hauptstraße Karte                                                                 | | 1912 | 5. März 1998       | A 345           |
| weitere Bilder                                                                              | Marktbrunnen | Königswinter, Drachenfelsstraße Karte                                                           | auch „Weinbrunnen“; Bildhauer: Franz Josef Krings; Reliefplatten von 1939 | 1938 | 18. März 1998      | A 346           |
| Zweigeschossige Villa                                                                       | Zweigeschossige Villa | Königswinter, Am Lessing 1 Karte                                                                | | 1880er Jahre | 4. März 1998       | A 347           |
| weitere Bilder                                                                              | Zweigeschossige Villa | Königswinter, Am Lessing 6 Karte                                                                | | Um 1900 | 4. März 1998       | A 348           |
| Ein- bis zweigeschossige Villa                                                              | Ein- bis zweigeschossige Villa | Königswinter, Drachenfelsstraße 72 Karte                                                        | | Um 1900 | 31. März 1998      | A 350           |
| Wegekreuz                                                                                   | Wegekreuz | Königswinter, Winzerstraße / Am Palastweiher Karte                                              | Votivkreuz aus Trachyt | 1702 | 4. März 1998       | A 351           |
| Wegekreuz                                                                                   | Wegekreuz | Königswinter, Rheinallee Karte                                                                  | | 1779 | 4. März 1998       | A 352           |
| Wegestock                                                                                   | Wegestock | Königswinter, Grabenstraße/Remigiusstraße Karte                                                 | | Anfang 19. Jahrhundert | 4. März 1998       | A 353           |
| weitere Bilder                                                                              | Wegekreuz | Königswinter, Hauptstraße 557 Karte                                                             | | 1678 | 4. März 1998       | A 354           |
| weitere Bilder                                                                              | Wegekreuz | Königswinter, Bahnhofsallee Karte                                                               | | Ende 18. Jahrhundert | 4. März 1998       | A 355           |
| weitere Bilder                                                                              | Wegestock | Königswinter, Von-Weiß-Straße 1 Karte                                                           | | 1627, restauriert 1849 und 1983 | 4. März 1998       | A 356           |
|                                                                                             | Drachenfelsbahn | Königswinter, Drachenfelsnordhang                                                               | in Privateigentum befindlicher Teil des Denkmals | 1882/1883 | 20. Mai 1998       | A 357a          |
|                                                                                             | Drachenfelsbahn | Königswinter, Drachenfelsnordhang                                                               | in Eigentum des Landes befindlicher Teil des Denkmals | 1882/1883 | 10. März 1999      | A 357b          |
| weitere Bilder                                                                              | Aus drei Bauphasen bestehendes Gebäude                                                                                            | Königswinter, Bungertstraße 4 Karte                                                             | | 18. Jahrhundert und später | 15. März 1999      | A 358           |
| weitere Bilder                                                                              | Ehemaliges Wohnhaus | Königswinter, Drachenfelsstraße 1 Karte                                                         | | Ende 18. Jahrhundert, Anfang 20. Jahrhundert | 15. März 1999      | A 360           |
| Zweigeschossiges Wohn- und Geschäftshaus                                                    | Zweigeschossiges Wohn- und Geschäftshaus                                                                                          | Königswinter, Drachenfelsstraße 14 Karte                                                        | | Um 1905 | 15. März 1999      | A 361           |
| Zweigeschossiges Wohn- und Geschäftshaus                                                    | Zweigeschossiges Wohn- und Geschäftshaus                                                                                          | Königswinter, Drachenfelsstraße 15 Karte                                                        | | Ende 19. Jahrhundert | 15. März 1999      | A 362           |
| Zweigeschossiges Wohn- und Geschäftshaus                                                    | Zweigeschossiges Wohn- und Geschäftshaus                                                                                          | Königswinter, Drachenfelsstraße 16 Karte                                                        | | Um 1905 | 15. März 1999      | A 363           |
| Zweigeschossiges Eckhaus „Im Treppchen“                                                     | Zweigeschossiges Eckhaus „Im Treppchen“                                                                                           | Königswinter, Drachenfelsstraße 20 Karte                                                        | | Ende 19. Jahrhundert und später | 15. März 1999      | A 364           |
| weitere Bilder                                                                              | „Winzerhäuschen“ als zweigeschossiger Ständerbau                                                                                  | Königswinter, Drachenfelsstraße 100 Karte                                                       | | 18. Jahrhundert | 15. März 1999      | A 365           |
| Zweigeschossiger Fachwerkbau                                                                | Zweigeschossiger Fachwerkbau | Königswinter, Grabenstraße 3 Karte                                                              | | Erste Hälfte 19. Jahrhundert | 15. März 1999      | A 366           |
| Zweigeschossige Villa                                                                       | Zweigeschossige Villa | Königswinter, Hubertusstraße 2 Karte                                                            | | Anfang 20. Jahrhundert | 15. März 1999      | A 367           |
| weitere Bilder                                                                              | Trafostation | Oberdollendorf-Heisterbach, Kloster Heisterbach Karte                                           | | 1920 | 15. März 1999      | A 368           |
| weitere Bilder                                                                              | Wegekreuz Rosenau | Königswinter, Rosenau Karte                                                                     | Votivkreuz aus Andesit; am alten Bittweg von Ittenbach zum Petersberg | 1692, renoviert 1858 | 1. Juli 1999       | A 369           |
| Dreigeschossiges Eckhaus                                                                    | Dreigeschossiges Eckhaus | Königswinter, Drachenfelsstraße 12 / Hauptstraße Karte                                          | | 1905 | 5. November 1999   | A 370           |
| Zweigeschossige Villa                                                                       | Zweigeschossige Villa | Königswinter, Friedrichsallee 14 Karte                                                          | Architekt: C. Bauer | 1933 | 21. Februar 2000   | A 371           |
| Zweigeschossiges gründerzeitliches Reihenhaus                                               | Zweigeschossiges gründerzeitliches Reihenhaus                                                                                     | Königswinter, Grabenstraße 13 Karte                                                             | | Um 1900 | 21. Februar 2000   | A 373           |
| Dreigeschossiges Wohngebäude                                                                | Dreigeschossiges Wohngebäude | Königswinter, Grabenstraße 23 Karte                                                             | | 1906 | 21. Februar 2000   | A 374           |
| Zweigeschossiger Fachwerkbau                                                                | Zweigeschossiger Fachwerkbau | Königswinter, Grabenstraße 59 Karte                                                             | | 18. Jahrhundert, zweite Hälfte 19. Jahrhundert | 21. Februar 2000   | A 375           |
| weitere Bilder                                                                              | Zweigeschossige Villa | Königswinter, Grabenstraße 69 Karte                                                             | | Spätes 19. Jahrhundert | 21. Februar 2000   | A 376           |
| weitere Bilder                                                                              | Evangelisches Pfarrhaus | Königswinter, Grabenstraße 8 Karte                                                              | | 1873/1874 | 21. Februar 2000   | A 377           |
| weitere Bilder                                                                              | Zweigeschossige Villa mit Mezzanin                                                                                                | Königswinter, Grabenstraße 22 Karte                                                             | | 1880er Jahre | 21. Februar 2000   | A 378           |
| Dreigeschossiger schmaler Backsteinbau                                                      | Dreigeschossiger schmaler Backsteinbau                                                                                            | Königswinter, Grabenstraße 28 Karte                                                             | | Um 1900 | 21. Februar 2000   | A 379           |
| Dreigeschossiges gründerzeitliches Reihenhaus                                               | Dreigeschossiges gründerzeitliches Reihenhaus                                                                                     | Königswinter, Hauptstraße 319 Karte                                                             | | Ende 19. Jahrhundert | 18. Februar 2000   | A 380           |
| Dreigeschossiges Reihenhaus                                                                 | Dreigeschossiges Reihenhaus | Königswinter, Hauptstraße 321 Karte                                                             | | Ende 19. Jahrhundert | 18. Februar 2000   | A 381           |
| Dreigeschossiger Reihen-Eckbau                                                              | Dreigeschossiger Reihen-Eckbau | Königswinter, Hauptstraße 323 / Kaiserstraße Karte                                              | | 1897 | 18. Februar 2000   | A 382           |
| weitere Bilder                                                                              | Siebengebirgsmuseum | Königswinter, Klotzstraße 11 Karte                                                              | Architekt: Steinmetzmeister J.P. Meuren | 1732 | 18. Februar 2000   | A 383           |
| Ehemalige Wasserhebeanlage                                                                  | Ehemalige Wasserhebeanlage | Oberpleis-Pleiserhohn, „Pützbungert“ Karte                                                      | | 1898 | 18. Februar 2000   | A 384a          |
| weitere Bilder                                                                              | Ehemalige Wasserhebeanlage | Oberpleis-Pleiserhohn, „Pützbungert“ Karte                                                      | | 1898 | 18. Februar 2000   | A 384b          |
| Dreigeschossiges Reihenhaus                                                                 | Dreigeschossiges Reihenhaus | Königswinter, Hauptstraße 327 Karte                                                             | | 1880er Jahre | 13. April 2000     | A 385           |
| Zweigeschossiger traufständiger Putzbau                                                     | Zweigeschossiger traufständiger Putzbau                                                                                           | Königswinter, Hauptstraße 450 Karte                                                             | | Zweite Hälfte 19. Jahrhundert | 13. April 2000     | A 386a          |
| weitere Bilder                                                                              | Pavillon | Königswinter, Rheinallee 5a Karte                                                               | Zu Hauptstraße 450 gehörig; Gartenpavillon im maurischen Stil auf gequaderter Stützmauer | 1906 | 13. April 2000     | A 386b          |
| weitere Bilder                                                                              | Zweieinhalbgeschossiges Doppelhaus                                                                                                | Königswinter, Hauptstraße 317 Karte                                                             | | 1880er Jahre | 2. Mai 2000        | A 387           |
| Zweigeschossiger Putzbau                                                                    | Zweigeschossiger Putzbau | Königswinter, Grabenstraße 24 Karte                                                             | | 1876 | 2. Mai 2000        | A 388           |
| Zweigeschossiger Putzbau                                                                    | Zweigeschossiger Putzbau | Königswinter, Grabenstraße 2 Karte                                                              | Architekt: Carl Bachem | 1880er Jahre | 16. August 2000    | A 389           |
| Zweieinhalbgeschossiges Reiheneckhaus                                                       | Zweieinhalbgeschossiges Reiheneckhaus                                                                                             | Königswinter, Grabenstraße 16 Karte                                                             | | Um 1900 | 16. August 2000    | A 390           |
| Zweieinhalbgeschossiges Doppelhaus                                                          | Zweieinhalbgeschossiges Doppelhaus                                                                                                | Königswinter, Hauptstraße 315 Karte                                                             | | 1880er Jahre | 18. September 2000 | A 391           |
| weitere Bilder                                                                              | Wegekreuz | Oberdollendorf, Flur „Am Falkenberg“ Karte                                                      | Stationskreuz des alten Bittweges von Oberdollendorf zum Petersberg; Kreuz aus Andesit | 1724 | 26. März 2001      | A 392           |
| Dreigeschossiger Putzbau                                                                    | Dreigeschossiger Putzbau | Königswinter, Hauptstraße 329 Karte                                                             | | 1880er Jahre | 25. Februar 2002   | A 393           |
| Dreigeschossiges Reihenhaus                                                                 | Dreigeschossiges Reihenhaus | Königswinter, Hauptstraße 331 Karte                                                             | | 1890er Jahre | 25. Februar 2002   | A 394           |
| Zweieinhalbgeschossiges Reihenhaus                                                          | Zweieinhalbgeschossiges Reihenhaus                                                                                                | Königswinter, Hauptstraße 333 Karte                                                             | | 1890er Jahre | 25. Februar 2002   | A 395           |
| Dreigeschossiges übergiebeltes Wohn- und Geschäftshaus                                      | Dreigeschossiges übergiebeltes Wohn- und Geschäftshaus                                                                            | Königswinter, Hauptstraße 377 Karte                                                             | | Um 1900 | 25. Februar 2002   | A 396           |
| Zweigeschossiger Fachwerkbau                                                                | Zweigeschossiger Fachwerkbau | Königswinter, Hauptstraße 420 Karte                                                             | | Zweite Hälfte 18. Jahrhundert | 25. Februar 2002   | A 397           |
| weitere Bilder                                                                              | Empfangsgebäude des Bahnhofs Königswinter mit Bahnsteigzugang                                                                     | Königswinter, Bahnhofsallee Karte                                                               | | 1869/1870 | 25. Februar 2002   | A 398           |
| weitere Bilder                                                                              | Empfangsgebäude des Bahnhofs Königswinter-Niederdollendorf mit Bahnsteigüberdachungsträgern und Bahnbetriebsgebäude mit Laderampe | Niederdollendorf, Proffenweg 4 Karte                                                            | | 1898 | 25. Februar 2002   | A 399           |
| Zweigeschossige Villa auf hohem Sockelgeschoss                                              | Zweigeschossige Villa auf hohem Sockelgeschoss                                                                                    | Königswinter, Hubertusstraße 1 Karte                                                            | | Anfang 20. Jahrhundert | 26. Februar 2003   | A 401           |
| Zweigeschossiges Eckhaus                                                                    | Zweigeschossiges Eckhaus | Königswinter, Hubertusstraße 1a / Hauptstraße Karte                                             | Architekt: J. Bonn | 1911 | 26. Februar 2003   | A 402           |
| Zweigeschossige Villa auf hohem Sockelgeschoss                                              | Zweigeschossige Villa auf hohem Sockelgeschoss                                                                                    | Königswinter, Hubertusstraße 3 Karte                                                            | | Anfang 20. Jahrhundert | 4. März 2003       | A 403           |
| weitere Bilder                                                                              | Einseitig freistehendes zweigeschossiges Gebäude mit rückwärtig gleichzeitigem, zweigeschossigem Anbau                            | Niederdollendorf, Heisterbacher Straße 24 Karte                                                 | | 20. Jahrhundert | 4. März 2003       | A 404           |
| BW                                                                                          | Ehemalige Hofanlage (denkmalwerte Teile, Backöfen und Mauern)                                                                     | Heisterbacherrott, Petrusstraße 6 Karte                                                         | | 17. Jahrhundert | 26. Februar 2003   | A 405           |
| weitere Bilder                                                                              | Laagshof Ittenbach | Ittenbach, Logebachstraße Karte                                                                 | Architekt: Wilhelm Freiherr von Tettau (1905/06) | 1860/1870, 1905/06 (Umbau/Erweiterung) | 11. Juli 2003      | A 406           |
| weitere Bilder                                                                              | Ehemaliger Hoteltrakt mit Burgschänke auf dem Drachenfels                                                                         | Königswinter, Drachenfels Karte                                                                 | | 1936/1937 | 15. April 2004     | A 407           |
| Dreigeschossiger Putzbau in drei Achsen                                                     | Dreigeschossiger Putzbau in drei Achsen                                                                                           | Königswinter, Küferweg 1 Karte                                                                  | | Um 1905 | 9. September 2004  | A 408           |
| weitere Bilder                                                                              | Wegekreuz | Heisterbacherrott, Oelbergstraße / Peter-Moll-Weg Karte                                         | | | 6. Januar 2005     | A 409           |
| Wohnhaus                                                                                    | Wohnhaus | Königswinter, Klotzstraße 12 Karte                                                              | | Anfang 18. Jahrhundert | 20. Juni 2005      | A 410           |
| weitere Bilder                                                                              | Spätklassizistische Villa, zweigeschossig                                                                                         | Königswinter, Meerkatzstraße 10 Karte                                                           | | Zweite Hälfte 19. Jahrhundert | 20. Juni 2005      | A 411           |
| weitere Bilder                                                                              | Zweigeschossiger Eckbau zum Füllbachs Gässchen                                                                                    | Königswinter, Wilhelmstraße 27 Karte                                                            | | 1899 | 12. Juli 2005      | A 412           |
| Ehemaliges Bahnwärterhäuschen                                                               | Ehemaliges Bahnwärterhäuschen | Königswinter, Küferweg 7 Karte                                                                  | | Um 1900 | 16. September 2011 | A 413           |
| Wohngebäude                                                                                 | Wohngebäude | Königswinter, Küferweg 3 Karte                                                                  | | 1880er Jahre | 20. Mai 2009       | A 414           |
| weitere Bilder                                                                              | Ehemaliges Postamt Königswinter                                                                                                   | Königswinter, Hauptstraße 310 Karte                                                             | | 1902 | 20. Dezember 2012  | A 415           |
| Teil eines ehemaligen Winzerhofes                                                           | Teil eines ehemaligen Winzerhofes                                                                                                 | Königswinter, Klotzstraße 21 Karte                                                              | | 1723 | 26. April 2018     | A 416           |
| Ehemaliger Königswinterer Hof                                                               | Ehemaliger Königswinterer Hof | Königswinter, Hauptstraße 379 Karte                                                             | | 18. Jahrhundert, 1927 (Aufstockung und Fassadenumbau) | 3. Mai 2018        | A 417           |
| weitere Bilder                                                                              | Petersberger Bittweg, Stationen 1–5                                                                                               | Königswinter, Petersberger Bittweg Karte                                                        | | 17. und 18. Jahrhundert | 6. Juni 2018       | A 418           |
| Villa                                                                                       | Villa | Königswinter, Kaiserstraße 16 / Bahnhofsallee Karte                                             | | um 1900 | 2. Januar 2020     | A 419           |
| Wohnhaus                                                                                    | Wohnhaus | Königswinter, Hauptstraße 477 Karte                                                             | | Zweite Hälfte 19. Jahrhundert | 2. Januar 2020     | A 420           |
| weitere Bilder                                                                              | Ehemaliges Pastorat | Königswinter, Hauptstraße 412 Karte                                                             | | 1731, 1864 (Erweiterung) | 18. Oktober 2021   | A 422           |

## Ehemalige Baudenkmäler
| Bild                                                       | Bezeichnung                                                | Lage                                                | Beschreibung                                                                       | Bauzeit               | Eingetragen seit  | Denkmal- nummer |
| ---------------------------------------------------------- | ---------------------------------------------------------- | --------------------------------------------------- | ---------------------------------------------------------------------------------- | --------------------- | ----------------- | --------------- |
| Ehemaliger Winzerhof aus Fachwerk mit massivem Erdgeschoss | Ehemaliger Winzerhof aus Fachwerk mit massivem Erdgeschoss | Königswinter, Hauptstraße 443 Karte                 | nach Brand im Jahre 1990 nur noch als Ruine erhalten, im November 2014 abgebrochen | 1658, 19. Jahrhundert | 1. August 1988    | A 71            |
| Zweigeschossiger Eckbau „Hotel Rheineck“                   | Zweigeschossiger Eckbau „Hotel Rheineck“                   | Niederdollendorf, Rheinufer 108 / Fährstraße Karte  | das Gebäude wurde 2005 abgebrochen                                                 | 1900                  | 29. November 1989 | A 113           |
| BW                                                         | Zweigeschossige Reihenhäuser in je 2 bzw. 3 Achsen         | Niederdollendorf, Rheinufer 106, 106a u. 106b Karte | Architekt: H. Bonn; die Gebäude wurden 1997 abgebrochen                            | 1905/1906             | 5. Juli 1991      | A 135a–c        |
|                                                            | Wegekreuz                                                  | Heisterbacherrott, Oelbergstraße 61                 | an Scheune stehendes Votivkreuz aus Holz; das Kreuz wurde entfernt                 | 1818                  | 14. Juli 1993     | A 237           |
| BW                                                         | Zweigeschossiger Fachwerkbau                               | Königswinter, Bungertstraße 25 Karte                | durch Brand am 14./15. März 2010 zerstört und anschließend abgebrochen             | 18. Jahrhundert       | 15. März 1999     | A 359           |